# Ember
Az ember társadalmi lény; közösen végzett munka, a tagolt beszéd és gondolkodás jellemzi. Mindezek révén képes a világ megismerésére és átalakítására. Rendszertani szempontból az emberi nem az állatok országába, a főemlősök rendjébe, a hominidák (Hominidae) közé tartozik. Az ember biológiai neme szerint nő vagy férfi, ivarérettsége (illetve tenyészérettsége vagy életkora) szerint gyermek (lány és fiú) vagy felnőtt. A kultúrák különböznek abban, hogy mikortól számítják tagjaikat felnőttnek. 
Az emberek összessége az emberiség.
A ma élő emberek a Homo sapiens („értelmes ember”) faj, ezen belül a mai ember (Homo sapiens sapiens) alfaj tagjai. A Homo sapiens másik alfaja a kihalt Homo sapiens idaltu volt. A körülbelül 28 000 évvel ezelőtt kihalt neandervölgyi embert (Homo sapiens neanderthaliensis) is a Homo nem egyik fajaként írták le, később alfajra módosították a besorolást. A neandervölgyi ember besorolása ma is élesen vitatott kérdés. Az emberi nem további kihalt fajai a Homo habilis, Homo erectus, H. heidelbergensis, H. gautengensis, H. rhodesiensis, H. antecessor, H. naledi és a vitatott H. floresiensis. A különböző csontmaradványok elemzése alapján ezek a fajok szerepet játszottak az emberré válásnak a mai ember kialakulásáig tartó hosszú folyamatában. Az ember legközelebbi, ma is élő rokona a csimpánz. Ezek közül több faj használt tüzet, és megtelepedett Eurázsiában. Az anatómiailag modern ember 315 ezer évvel ezelőtt jelent meg Afrikában, és 50 ezer évvel ezelőttről találták meg a modern viselkedés első nyomait. Azóta több hullámban kivándorolt Afrikából, és benépesítette a legtöbb kontinenst.
A Homo sapiens jellegzetes tulajdonságai az egyenes testtartás és a két lábon járás. Jellemzi ezen felül a fejlett agykoponya (1300–1500 cm³), az ennek megfelelően megnagyobbodott és különösen fejlett agyvelő, számtalan feltételes reflex és képesség az elvont fogalmak alkotására. Legjellegzetesebb tulajdonsága a gondolkodás és a másodlagos jelzőrendszer (beszéd és nyelv). Más fajokhoz képest jobb kézügyesség és kiterjedt eszközhasználat jellemzi. Emberen többnyire ezt a fajt értik; az azóta már kihalt hominidákra ritkábban hivatkoznak emberként.
Az emberi fajon belül különböző rasszokat lehet elkülöníteni. Az egyik osztályozás szerint jelenleg négy úgynevezett nagyrassz létezik: az europid, a mongolid, a negrid és a veddo-ausztralid.
Az ember elterjedése és népességrobbanása sok állat- és növényfaj kihalását okozta, míg néhány fajt (háziállatok, termesztett növények) maga terjesztett el. Evolúciós sikerét fejlett agyának köszönheti, ami lehetővé teszi az elvont gondolkodást, nyelvhasználatot, problémamegoldást, nagy társadalmak és kultúrák felépítését, örökítését. A ma élő állatfajok közül egyedül az ember rak tüzet és főzi meg táplálékát, habár erre csimpánzok is megtaníthatók. Egyedülálló a technológiák használatában és abban, hogy ruhát készít és visel.
Többféle szimbolikus kommunikációs eszközt használ, mint nyelv és művészetek, hogy kifejezze magát, és közölje gondolatait, aminek segítségével különböző együttműködő és versengő társadalmi szerkezeteket hoz létre a családtól a nemzetközi szervezetekig. A társas érintkezések sokféle különböző formát öltenek, társadalmi normák és rituálék alkotják a társadalmak alapját. Kíváncsisága, környezete iránti érdeklődése és intuíciója vezetett a vallások, mítoszok, filozófia és tudomány kifejlődéséhez.
Létezésének nagy részét kőkori körülmények között, kis csapatokban vadászva, gyűjtögetve, vándorolva élte. Körülbelül 10 ezer évvel ezelőtt alakultak ki első települései, ahol az általa termesztett növények és tenyésztett állatok váltak fő élelemforrásaivá. Ebből nőttek ki a különböző civilizációk, amelyek mindegyikének megvoltak a maga szokásai és vallása. A társadalmak kiterjedtek, különböző kormányformákat és kultúrákat hoztak létre, országokat és birodalmakat alakítottak ki. A 19. és 20. században felgyorsult a tudományos fejlődés, és a tudományok alkalmazása is elterjedt. A jobb orvosi ellátás miatt többen érték, érik meg a felnőttkort, így népességrobbanás következett. Az ENSZ a globális népességet 8 milliárdra becsli.

## Az ember története
Az ember társadalmi fejlődésére elsődlegesen hatottak a termelés tényezői: a termelőerők és a termelési viszonyok. A természettudósok az ember fejlődését kizárólag biológiai alapon vizsgálják, az ember társadalmi fejlődésével a társadalomtudományok foglalkoznak.
Az ember történetére vonatkozó ismeretek napjainkban rohamosan bővülnek. Ebben segít a régészet, de számos más forrásból is egyre jobban ismerjük múltunkat. A történelem fogalmát is érdemes jobban kiterjeszteni, mint korábban szokták. A hagyományos értelemben vett történelem (az írás feltalálásától eltelt időszak) előtti események, az emberré válás története is a tágabban értelmezett emberi történelem része. Az emberiség történetének jobb ismerete hozzásegít, ahhoz, hogy kritikusabban szemléljük azt, amit az ember elért, és fontosnak tartsuk, hogy az ember békében éljen az állatokkal és az egész természettel.

### Emberré válás

Az ember és rokon fajainak családfája: emberek (genus Homo), csimpánzok és bonobók (genus Pan), gorillák (genus Gorilla), orangutánok (genus Pongo) és gibbonok (a Hylobatidae család négy neme: Hylobates, Hoolock, Nomascus és Symphalangus). A gibbonokat kivéve hominidák

A Homo nem Afrikában alakult ki, és vált el a többi hominától, miután az ember kládja elvált a hominidák csimpánz vonalától. A modern ember 125 000–60 000 évvel ezelőtt ért el Eurázsiába, 40 000 évvel ezelőtt Ausztráliába, 15 000 évvel ezelőtt Amerikába. Egyes szigetekre (Madagaszkár, Hawaii, Húsvét-sziget, Új-Zéland) csak i. sz. 300 és 1280 között települt be.
Testalkata, szerveinek felépítése és működése, vércsoportja, géntérképe, csökevényes szervei és más tulajdonságai alapján az ember az emberszabású majmokhoz, leginkább a csimpánzokhoz hasonlít; fejlődési vonaluk mintegy 6 millió éve vált külön. Az első emberelődök (Hominina) fejlődésük során két lábon kezdtek járni (Australopithecus, „déli majom”).
Az emberi nem (Homo) első képviselői a felszabadult kezüket lassanként szerszámok, eszközök készítésére, munkavégzésre kezdték használni (Homo habilis és Homo erectus, vagyis az előember). A közösen végzett munka fontos szerepet játszott az emberré válás folyamatában, az állatvilágból való kiválásban, a nyelv és gondolkodás kialakulásában (Homo heidelbergensis, Homo rhodesiensis, és Homo neanderthalensis, vagyis az ősember). Ez utóbbi kb. 28 000 évvel ezelőtt halt ki, bár egyes vélemények szerint nem kihalt, hanem az europid rassz létrehozásában szerepet játszik.

### Molekuláris genetika

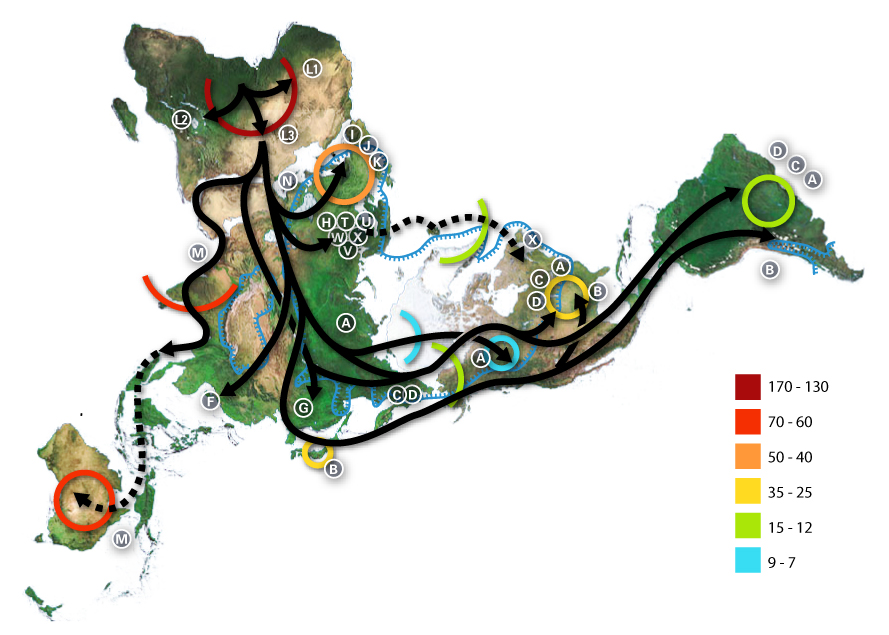
A korai emberek vándorlásának világtérképe a mitokondriális populációgenetika szerint (a számok évezredek a mához képest, középen az Északi-sark)

Az ember legközelebbi rokonai a csimpánz (Pan genus) és a gorilla (Gorilla genus). 
Génszekvenálások szerint az ember és a csimpánz örökítőanyaga 95%-99%-ban megegyezik. A molekuláris óra szerint az ember ágáról először a gibbonok és az orángután vált le, majd a gorilla és végül a csimpánz. Az ember és a csimpánz 4-8 millió évvel ezelőtt vált el egymástól, a miocén vége felé. Ekkor két kromoszóma valami módon összeolvadt, ez az ember 2-es kromoszómája; így az ember kromoszómaszáma 23 pár, szemben a többi emberszabású 24 párjával.

### Leletek
Kevés a fosszilis bizonyíték a gorilla, csimpánz és hominin ágak elválására. A hominin ág legrégibb tagjai a 7 millió éves Sahelanthropus tchadensis, az 5,7 millió éves Orrorin tugenensis és az 5,6 millió éves Ardipithecus kadabba. Mindegyik fajt a későbbi homininok két lábon járó őseinek tartják, de ez vitatott. Lehetséges, hogy egyik vagy másik faj más emberszabásúak vagy más emberszabásúak és homininok közös őse. A kapcsolat a későbbi homininokkal még bizonyításra vár. Közülük az Australopithecusok 4 millió évvel ezelőtt szétváltak robusztus (Paranthropus) és gracilis ágakra, amelyek közül valamelyik (mint a 2,5 millió éves A. garhi) talán a Homo nem közvetlen őse.
A Homo nem első képviselője a Homo habilis volt, ami a leletek tanúsága szerint 2,8 millió évvel ezelőtt jelent meg.  Ez az első faj, amiről pontosan tudjuk, hogy kőeszközöket használt. Azonban 2015-ben Északnyugat-Kenyában találtak ennél régebbi kőeszközöket, amelyek 3,3 millió évesek. Agymérete megegyezett a csimpánzéval, és fő alkalmazkodása a megváltozott körülményekhez a két lábon járás volt. A következő egymillió évben elindult az agy növekedése, ami a Homo erectus idejére megduplázta az agyméretet. Ő volt az első hominina, aki elhagyta Afrikát, és 1,8-1,3 millió évvel ezelőtt elterjedt Európában és Ázsiában is. Az Afrikában maradt népességet gyakran Homo ergaster néven más fajként osztályozták. Ezek a fajok használtak először tüzet, és eszközkészítésük is fejlődött. A Homo ergasterből alakult ki a Homo sapiens, olyan átmeneti formákon keresztül, mint Homo rhodesiensis. A grúziai Dmanisiben is találtak átmeneti alakokat. Eurázsiában elterjedtek a Homo erectus leszármazottai, és lett belőlük sorrendben körülbelül 500 000 évvel ezelőtt H. antecessor, heidelbergi ember (H. heidelbergensis) és neandervölgyi ember (H. neanderthalensis). Az anatómiailag modern ember első leletei a középső kőkorból származnak 200 000 évvel ezelőttről, például Etiópiában az Omo maradványok és a Herto leletek, amelyeket néha Homo sapiens idaltu néven osztályoznak. Afrikán kívül az archaikus Homo sapiens Izraelben Skhulban és Dél-Európában került elő, a leletek 90 ezer évesek.

### Anatómiai változások
Az ember evolúcióját számos morfológiai, fejlődési, fiziológiai és viselkedésbeli változás jellemezte a csimpánzok és az ember utolsó közös őse óta. A legfontosabbak: a két lábon járás, az agyméret növekedése, hosszabb egyedfejlődés és az ivari kétalakúság csökkenése. Az ezek közötti kapcsolat vita tárgya. Egy további jelentős változás a szembefordítható hüvelykujj, ami először a Homo erectusnál figyelhető meg.
A hominin vonal alapvető jellemzője a két lábon járás. Ezt tekintik az összes kétlábú hominin csontvázában megfigyelhető változások okának. Az első kétlábú a Sahelanthropus vagy Orrorin volt. Az Ardipithecus már teljesen két lábon járt, nem volt szüksége arra, hogy kezével, csuklójával vagy könyökével megtámassza magát. Ez idő tájt válhatott le a gorilla és a csimpánz; az emberrel való legkésőbbi közös ős a Sahelanthropus vagy Orrorin lehetett. A korai kétlábúak utódai az australopithecusok és a Homo nem. A kétlábúság okára csak találgatások vannak. A vízimajom-elmélet szerint így mélyebbre tudtak gázolni a vízben, a szavannaelmélet szerint jobban elérték a magasabban termő gyümölcsöket, felszabadultak a kezek az étel gyűjtésére és szállítására, energetikailag kedvezőbb volt, nagyobb távolságokra tudtak szaladni, vagy kevésbé melegedtek fel, mert csökkent a közvetlen napfénynek kitett felület.
Az ember nevezetes nagy méretű agyáról. Átlagosan 1330 cm³, majdnem kétszer akkora, mint a csimpánzé vagy a gorilláé. Az agy növekedése a Homo habilissel kezdődött, a kiindulás átlag 600 cm³ volt. A Homo erectus agya 800–1100 cm³-t ért el, a neandervölgyié pedig 1200–1900 cm³-t. Ez nagyobb, mint a modern emberé, de kisebb agykéreggel. Az ember agyának születés utáni fejlődése különbözik a többi emberszabásúétól, ami kiterjeszti a társas tanulás idejét és a nyelvelsajátítást. Az agyszerkezet különbségei fontosabbak, mint a méret. Az agy és a kéreg növekedése nem érintette az összes agyterületet egyformán: leginkább a temporális és a prefrontális kéreg gyarapodott. A temporális kéreg tartalmazza a nyelvi központokat, a prefrontális kéreg a társas viselkedés és a komplex döntéshozás helye. A folyamatot a több hús fogyasztásának, illetve a főzés elterjedésének and it has been proposed tulajdonítják. Az intelligencia növekedését az egyre bonyolultabb társadalmi problémák megoldása váltotta ki.
Az ivari kétalakúság csökkenése leginkább a férfiak szemfogának méretén látható. Az összes majomfaj hímjének viszonylag nagyobbak a szemfogai, kivéve a gibbonokat. Egy másik jelenség a fogamzóképesség rejtett mivolta, azaz nem mutatják külső jelek, hogy a nő éppen termékeny szakaszban van, és ettől függetlenül kész a szexre. Ezt azzal magyarázzák, hogy a gyerekkor meghosszabbodása miatt stabil párkapcsolatra volt szükség a gyerekek felneveléséhez. A nemek közötti külső különbségek nem tűntek el teljesen, különbözik a testméret (a férfiak átlagosan 25%-kal nagyobbak a nőknél).

### A Homo sapiens megjelenése
50 000 évvel ezelőtt megjelent a viselkedésében is modern ember, akinél már megvoltak a kultúra alapelemei: beszélt nyelv, zene és más kulturális univerzálék. Afrikából kivándorolva találkozott más emberfajokkal (vagy alfajokkal), mint a neandervölgyi ember és a gyenyiszovai ember. Kapcsolatuk vitatott. Egyiknek sincsenek megkérdőjelezhetetlen bizonyítékai, így nem tudjuk, hogy egyszerűen átvették-e a régi népesség helyét, vagy keveredtek is velük. Génelemzések szerint volt keveredés, legalábbis szórványosan, mivel ennek genetikai nyomai vannak. Mások szerint vírusok közvetítették a genetikai nyomokat. 2016 márciusában cikkek jelentek meg arról, hogy többször is keveredtek egymással.
A modern ember kivándorlása Afrikából mintegy 70 000 évvel ezelőtt kezdődött. Genetikai bizonyítékok szerint rövid idő alatt, egy alkalommal történt, és nem több, mint néhány száz egyeddel. Az emberek nagy többsége Afrikában maradt, és ott különböző környezetekhez alkalmazkodtak. Ezután a modern ember részben keveredve a helyi őslakossággal, elterjedt majdnem az egész Földön. Eurázsiát 40 000 évvel ezelőtt, Amerikát legkésőbb 14 500 évvel ezelőtt hódította meg.

### Kultúrák és civilizációk

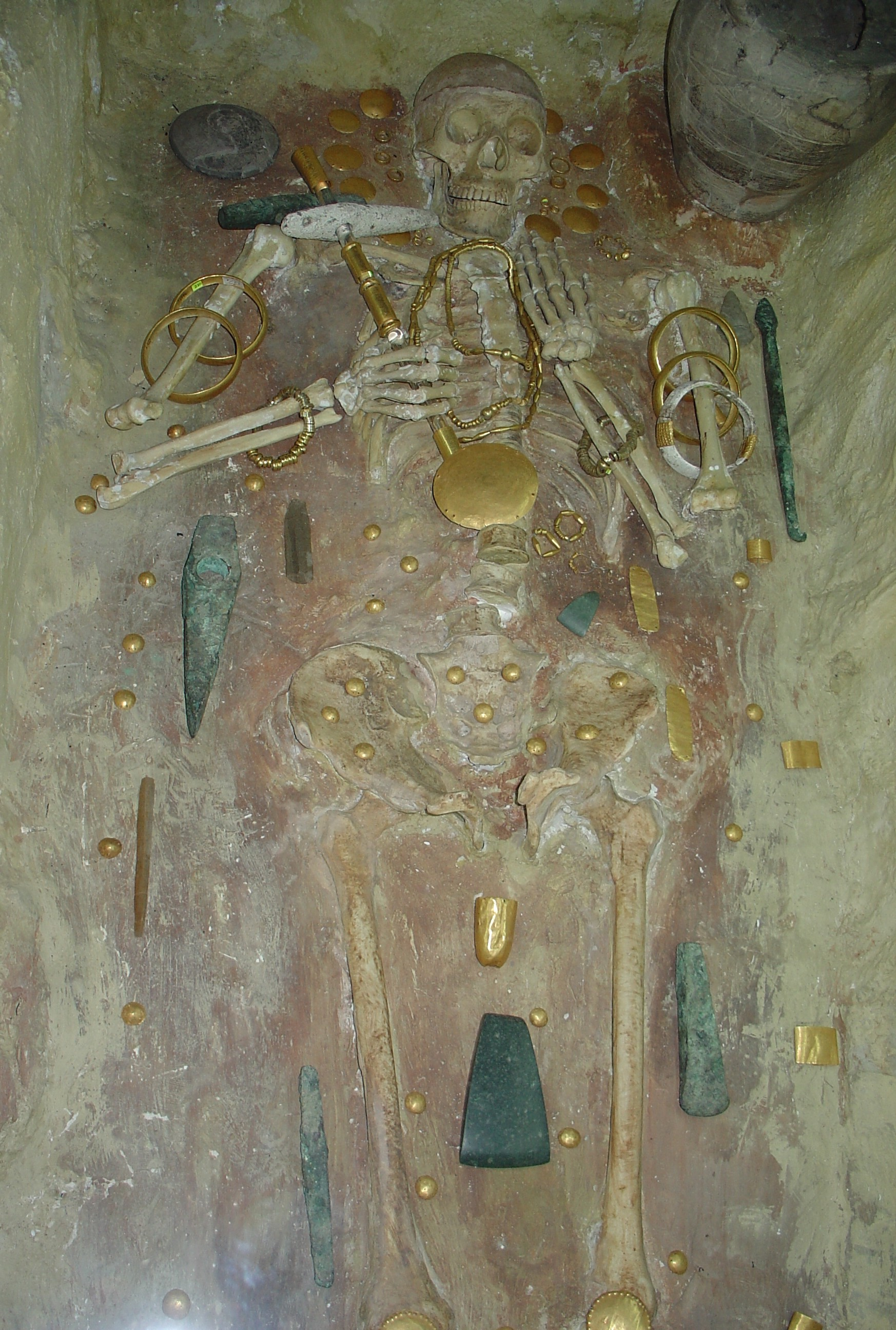
Körülbelül 4600 éve eltemetett ember maradványa a világ legrégibb ismert aranyékszereivel, Várna, Bulgária

A neolit forradalom előtt, azaz 10 000 évvel ezelőttig a modern ember is elődeihez hasonlóan vándorló vadász-gyűjtögető életet élt. Kis csapatokban vándorolt, gyakran barlangokban húzta meg magát, habár épített más szállásokat is. A földművelés miatt az újkőkor emberének le kellett telepednie. A terményfölösleg és a földművelés, állattenyésztés munkaigénye miatt ez népességrobbanást váltott ki. A történelem kezdetét az első települések, az állatok háziasítása és a fémeszközök használata jelöli ki. Fellendült a kereskedelem, megjelentek az első városok is.
Az első civilizációk Mezopotámia, Egyiptom, India, Kína és a maja civilizáció voltak. A késő középkorban és a kora újkorban számos találmány született. A középkort követő évszázadokban a felfedezéseket gyarmatosítás követte, így Európáé lett a világhatalom. Megváltozott az elképzelés a környező világról, ami rövid időn belül gyors változásokhoz vezetett. A tudomány fejlődésével olyan új elméleteket dolgoztak ki, mint az evolúció és a pszichoanalízis, amelyek megváltoztatták az emberek saját fajukról alkotott képét. Az ipari, a tudományos és a technológiai forradalmak új járművekkel fejlesztették a közlekedést és az energiatermelést. Az orvostudomány fejlődésével a várható élettartam és a népesség is megnőtt, így a valaha élt emberek 10%-a a huszadik században született. A gyarmatok fokozatosan szabadultak fel.
Az információs forradalom a 20. század végén kezdődött, így globális hálózatok alakultak ki. 2010-ben csaknem 2 milliárd ember tudott hozzáférni az Internethez, és 3,3 milliárdnak volt mobiltelefon előfizetése. A kommunikáció fejlődése támogatta a tudomány fejlődését és a művészeteket. Kiéleződtek a kultúrák közötti ellentétek, amelyek népirtásokhoz vezettek. A tudomány fejlődésével lehetővé vált újabb tömegpusztító fegyverek, például atombomba gyártása. A nem őshonos állatok behurcolása, az élőhelyek pusztulása és a környezetszennyezés egy újabb kihalási hullámot indított el, amit majd a globális felmelegedés tovább súlyosbít.

## Lakóhely és népesség

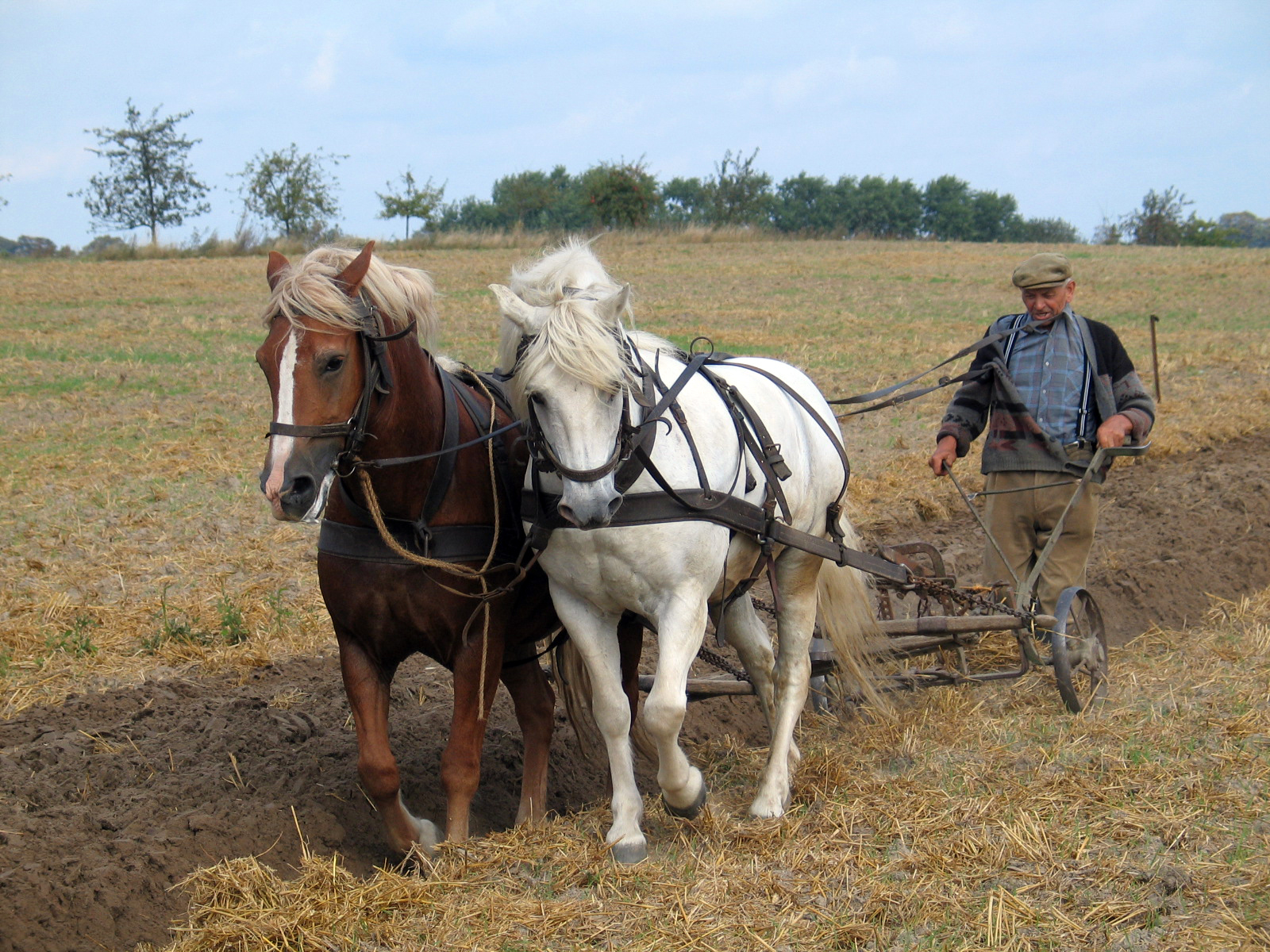
A földművelés és az állattenyésztés lehetővé tette az ember letelepedését

Egy nagyváros, Tokió

A Föld a világűrből nézve 2016-ban. A jobban kivilágított területek azok, ahol sok ember él, és elég gazdag ahhoz, hogy üzemeltesse a világítást

Már az első települések is erősen függtek a vízforrásoktól. Emellett az életmódtól függően más erőforrásokra is szükségük volt, mint művelhető vagy legelőnek alkalmas földterület vagy vadban gazdag vidék. Az ember képes megváltoztatni lakóhelyét építkezésekkel, öntözéssel, várostervezéssel, bányászattal, fakitermeléssel, és elsivatagosítással. Azonban lakóhelyei sérülékenyek a természeti katasztrófákkal szemben, különösen ott, ahol magas a kockázat, és az építkezés rossz minőségű.
A saját szándékból való elköltözés céljai többfélék: lehet a vagyon gyarapítása, kellemesebb éghajlat keresése, több élelemhez jutás, vagy hozzáférés több erőforráshoz, más településekhez, például közelebb költözés egy városhoz. A kereskedelem kiterjedésével és a közlekedés fejlődésével erre egyre kevésbé van szükség. Sok helyen ezek a tényezők már nem hatnak a népesség változására. Azonban a lakóhely változása továbbra is meghatározó a népesség változásában.
A technológia lehetővé tette a Föld hét kontinense közül hat betelepítését, és az alkalmazkodást minden éghajlathoz. A népsűrűség régiónként változik, egyes területeken nagyon alacsony, és csak az év egy részében laknak ott, mint az Antarktiszon. A 20. században és azóta is kutatják az Antarktiszt, a víz alatti helyeket, és a világűrt, habár ezeket még nem tudják betelepíteni. Hét milliárdot meghaladó létszámával az ember a leggyakoribb nagy testű emlős. A legtöbben Ázsiában laknak (61%), Amerikában 14%, Afrikában 14%, Európában 11%, Óceániában 0,5%.
Tudományos felfedezések, hadi célok és ipari fejlesztés céljára ellenséges környezetben is élnek emberek, bár ott tartózkodásuk ideiglenes, és azalatt zárt ökológiai rendszerben laknak, mint például egy űrhajó. A Nemzetközi Űrállomáson egy időben legfeljebb tizenhárom űrhajós tartózkodhat. 1969 és 1972 között egyszerre legfeljebb két ember sétált a Holdon. 2018 márciusáig nem látogatott el ember más égitestekre, habár űreszközei több bolygót és holdat is bejártak. 2000. október 31. óta az ember állandóan jelen van az űrben, ekkortól működik a Nemzetközi Űrállomás.
1800-tól a 21. század elejéig az emberi népesség egy milliárdról több mint 7 milliárdra nőtt. 2004-ben becslések szerint a 6,3 milliárdból 2,5 milliárd volt városlakó (39,7%). 2008 februárjában az ENSZ úgy becsülte, hogy év végére a teljes népesség fele városban lakik. A városi lét problémái közé tartozik a súlyosabb szennyezés és a bűnözés, különösen a belvárosban és a nyomornegyedekben. Mind a népesség, mind a városlakók arányának további növekedése várható.
Az ember erős hatással van környezetére. Habár az ember mindenevő, csúcsragadozónak számít, mivel csak ritkán esik más fajoknak zsákmányul. Emellett a fosszilis tüzelőanyagok égetésével és a termelés fokozásával a globális éghajlatváltozáshoz is hozzájárul. Ha ez így folytatódik, akkor a 21. évszázadban a század elején élt állat- és növényfajok fele a század végére kihal.

## Rendszertan
A mai ember részletes rendszertani besorolása:
- Eukarióták (Eukaryota) doménje
- Unikonta
- Opisthokonta
- Állatok (Animalia) országa
- Valódi szövetes állatok (Eumetazoa) alországa
- Kétoldali szimmetriájú állatok (Bilateria)
- Újszájúak (Deuterostomia) főtörzse
- Gerinchúrosok (Chordata) törzse
- Gerincesek (Vertebrata) altörzse
- Állkapcsosok (Gnathostomata) altörzsága
- Négylábúak (Tetrapoda) főosztálya
- Magzatburkosok (Amniota)
- Emlősök (Mammalia) osztálya
- Elevenszülő emlősök (Theria) alosztálya
- Méhlepényesek (Placentalia) alosztályága
- Euarchontoglires öregrend
- Euarchonta
- Főemlősök (Primates) rendje
- Orrtükör nélküliek (Haplorrhini) alrendje
- Majomalkatúak (Simiiformes) alrendága
- Keskenyorrú majmok (Catarrhini) részalrendje
- Emberszerűek (Hominoidea) öregcsaládja
- Hominidák (Hominidae) családja
- Homininae alcsalád
- Hominini nemzetség
- Hominina öregnem
- Ember (Homo) nem
- Homo sapiens faj
- Homo sapiens sapiens alfaj

Ezt a rendszerezést ma már sokan támadják, hiszen annak a viktoriánus kornak a terméke, amiben egyfelől az embert, mint a teremtés koronáját tekintették és teljesen elkülönítették az állatvilág más csoportjaitól. A mai (főleg kladista) terminológiák nem ismerik el az emberfélék alcsaládját, hanem az embert a gorilla (Gorilla gorilla) és a csimpánz (Pan troglodytes, Pan paniscus) csoportjába, az afrikai emberszabásúakhoz sorolja. Ennél is tovább mennek néhányan, akik a Pan nemet sorolják át a Homo nemzetségbe, vagy fordítva, a Homot a Panba. Ezt az ember és a csimpánz nagyfokú genetikai hasonlósága indokolja.

## Homo fajok, alfajok
Homo habilis
Homo heidelbergensis (pld:Maueri álkapocs)
Homo erectus leakeyi(pld:Cinderella)
Homo erectus(Ndutu)
Homo erectus paleohungaricus
Homo pre-neanderthalensis(Montmaurin)
Homo anteneanderthalensis(Tautavel)
Homo neanderthalensis(La Chapella-i ősember)
Homo sapiens fossilis(Obercassel)
Homo rudolfensis
Homo floresiensis
Homo rhodesiensis
Homo antecessor
Homo heidelbergensis
Homo ergaster
Homo naledi

## Az emberi test

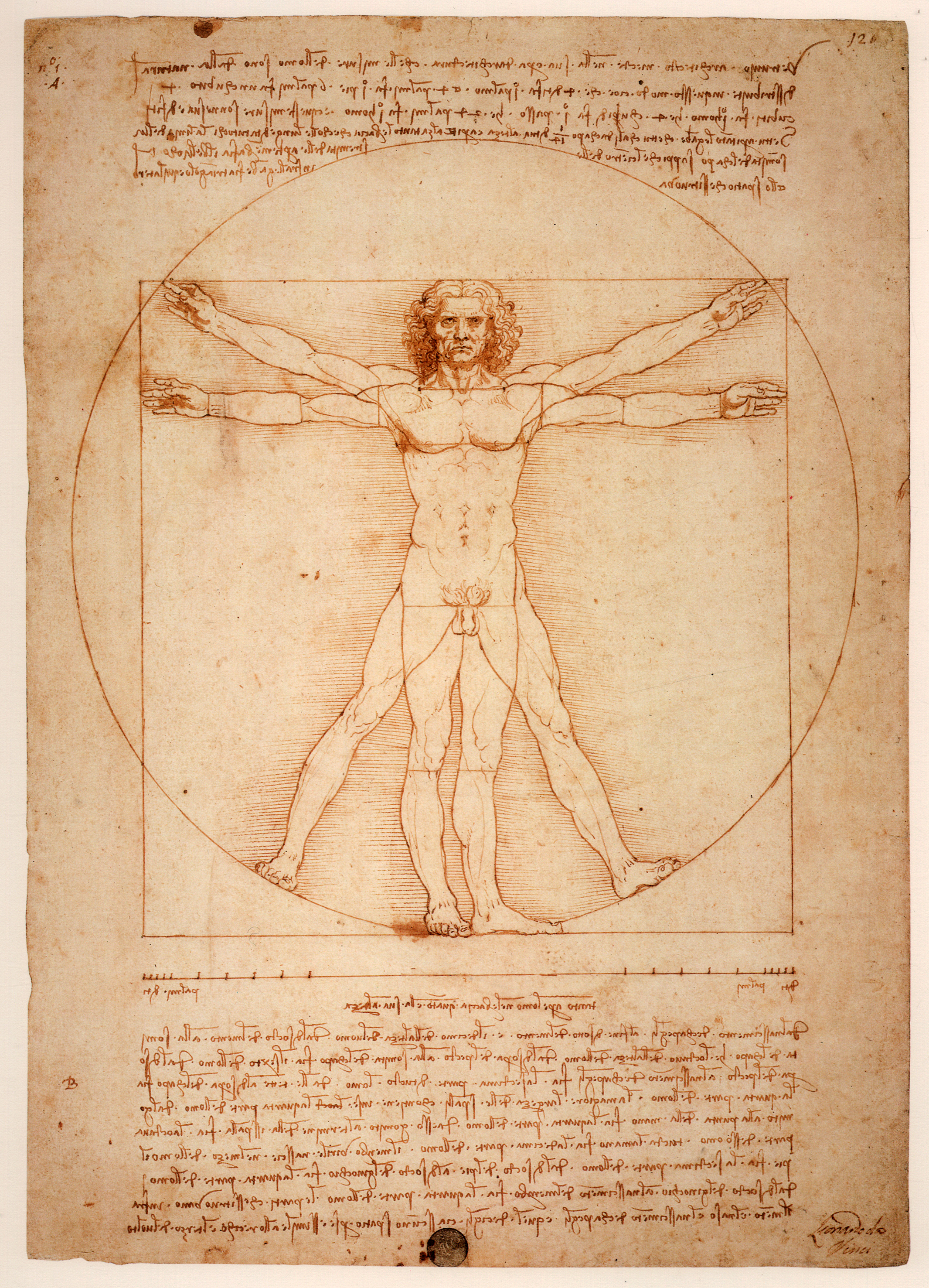
Leonardo da Vinci: Vitruviusi ember. Az emberi test és az Univerzum szimmetriáinak szemléltetésére gyakran használt kép

Az emberi test mind felépítésében, mind működésében nagyban hasonlít más méhlepényes emlősök testéhez. Ezt a legkülönfélébb kutatásoknál ki is használják, amikor emberek helyett kísérleti állatokat vizsgálnak. A leggyakrabban emlegetett szervek és szervrendszerek: idegrendszer, szív- és érrendszeri, keringési, emésztő, kiválasztó, immunrendszer, kültakaró, nyirokrendszer, mozgató, szaporító és lélegző. Az emberi szervezet tehát szervrendszerekből, azon belül szervekből épül fel – ezek morfológiai leírásával az anatómia (magyarul bonctan) foglalkozik, működésüket pedig az élettan (fiziológia) írja le. A szervek szövetekből épülnek fel, melyeket a szövettan (hisztológia) vizsgál. A szöveteket pedig sejtek és sejtközötti állomány alkotja; az ezekre szakosodott tudomány a sejtbiológia (citológia). Felnőttkorban az emberi test körülbelül 1014 sejtből áll. Az ennél is mélyebb, molekuláris szintű folyamatokat a biokémia és a genetika tanulmányozza. E tudományok eredményeit leginkább az orvostudomány alkalmazza, melynek feladata az egészség megőrzése és a betegségek gyógyítása.
A többi emberszabásúhoz hasonlóan az embernek nincs külső farka (farokcsontja igen), hasonlóak a vércsoportjai, van szembeállítható hüvelykujja, és van ivari kétalakúság. 
Az emberi testnek ugyanakkor van néhány sajátságos tulajdonsága is. Ezek közül a legjellegzetesebb az egyenes testtartás, a két lábon járás és a fogó-műszer típusú kéz kialakulása (ellentétben más főemlősök fogó-kapaszkodó kezével). A két lábon járás miatt a nők szülőcsatornája keskenyebb, emiatt a kisbabának születés közben meg kell fordulnia, szemben más emberszabásúakkal. A nőknek általában segítségre van szükségük a szüléshez. Az emberi nagyagy különösen fejlett és nagy méretű más állatokéhoz viszonyítva. Egy másik alkalmazkodási folyamat következtében az ember lényegesen fejletlenebbül születik meg.
Az emberi test fejlődése, növekedése lényegesen lassúbb folyamat, mint a hasonló állatoknál, viszont az ember élettartama hosszabb azokénál. Míg a nőstény csimpánzok termékenyek maradnak, a nők termékenysége véget ér a menopauza során, és ezt követően még évtizedekig élhetnek. Ennek feltehetően az az előnye, hogy a nő többet segíthet fiatalabb rokonainak a gyermeknevelésben.
Egyéb anatómiai sajátságok a rágókészülék és így az arckoponya visszafejlődése, valamint a szagló- és halló szervrendszer redukciója is. Az ember agya háromszor akkora, mint a hasonló termetű csimpánzé. Az ember agyának agykérge tekervényes, így még több idegsejtet tartalmaz, mint ami a puszta tömeg alapján számítható lenne. Értelmi képességei kiemelkedők a többi emberszabásúhoz képest is: képes új és bonyolult ötleteket alkotni, technológiát kifejleszteni. Nyelvi és beszédképessége egyedülálló. Nyelvi képessége nemcsak hangzó, írott vagy jelelt nyelvet, hanem matematikát és programozási nyelveket is kezel.
Az ember az egyetlen olyan emlős, ami egyszerre nem képes nyelni és lélegezni. Másként működik a fehérjék emésztése, mint a csimpánznál. Más fajokhoz képest pontosabban tud hajítani, és a legjobb hosszútávfutó (rövid távon nem). Ezt segíti gyenge szőrzete és erősebb izzadása.
Becslések szerint világszerte átlagosan a felnőtt férfiak testmagassága 172 cm, testtömege 70–83 kg. A felnőtt nők esetén az átlagos testmagasság 158 cm, átlagos testtömeg 54–64 kg. Mindkét méretet a genetikai tényezők és a gyermek- és kamaszkorban elérhető táplálék mennyisége határozza meg. Idős korban jellemző a testmagasság csökkenése, ami egyeseknél már felnőttkorban elkezdődik. A túlsúly és az elhízás egyes területeken gyakori.
Habár az ember nagyrészt szőrtelennek tűnik más főemlősökhöz képest, vannak olyan helyek, ahol erősebb és hosszabb szőr nő. Ezek a fejtető, a hónalj és a fanszőrzet. Az embernek átlagosan több szőrtüszője van, mint a csimpánznak, szőrzete viszont a legtöbb helyen gyengébb, rövidebb és világosabb, így kevésbé látványos. Az ember bőre mintegy 2 millió izzadságmirigyet tartalmaz testszerte, szemben a csimpánzzal, akinek jóval kevesebb van, és főként a tenyéren és a talpon helyezkedik el. Nagyméretű izzadságmirigyből az összes ismert állatfaj közül az embernek van a legtöbb.
Fogképlete {\displaystyle {\tfrac {2.1.2.3}{2.1.2.3}}}. Szájpadlása rövidebb, fogai kisebbek, mint más főemlősöknél. Szemfoga viszonylag rövid. Az ember fogazata torlódó, fiatal korban az elvesztett fogak helye gyorsan bezáródik. A fogsor fokozatosan redukálódik, vannak, akiknek eleve nem nő bölcsességfoguk.

### Az emberi test szervrendszerei
- Bőr: leginkább a szervezet védelmezésében játszik szerepet.
- Endokrin rendszer: ide tartoznak a belső elválasztású mirigyek. Az idegrendszerrel együtt az emberi szervezet működését irányítja.
- Idegrendszer: részei a központi és a környéki idegrendszer, valamint az érzékszervek.
- Ivari szervrendszer: a nemi szerveket foglalja magában; feladata a fajfenntartás biztosítása. Fejlődéstani és anatómiai okok miatt gyakran az előzővel együtt tárgyalják, húgy-ivari szervrendszer néven.
- Kiválasztó szervrendszer: feladata a megfelelő víz- és ionháztartás biztosítása és a salakanyagok eltávolítása.
- Légzőrendszer: részei a légutak és a tüdők. Biztosítja az oxigéngáz felvételét és a szén-dioxid leadását. Előbbi a szervezet energiaellátásához szükséges.
- Mozgató szervrendszer: ide tartozik a csontvázrendszer és az ezt mozgató vázizomrendszer.
- Emésztőrendszer: ide tartozik a bélcsatorna és az emésztő mirigyek (pl. a máj és a hasnyálmirigy). Fő feladata a tápanyagok felvétele, de (elsősorban a máj által termelt epének) a salakanyagok kiválasztásban is fontos szerepe van.
- Vérképző és immunrendszer: a vörösvértestek fő feladata az oxigén szállítása az érrendszeren belül, a vérlemezkék a vérzéscsillapítással, illetve a fehérvérsejtek és maga az immunrendszer a patogének eliminálásával a szervezet védelmét biztosítják az azt károsító hatásokkal szemben.
- Keringési rendszer: ide tartozik a szív és az érrendszer. Feladata a vérkeringés biztosítása, így a tápanyagok, hormonok, vérsejtek és salakanyagok szállítása az egész testben.

### Genetika

A standard emberi kariotípus, a férfi (XY) és a női (XX) nemmeghatározó kromoszómákkal

Ahogy a többi emlős, az ember is diploid eukarióta faj. A testi sejtek a vörösvértestek kivételével 23 pár kromoszómát tartalmaznak, amelyek egyik fele az anyától, másik fele az apától származik. Ezek közül 22 pár autószóma, egy pár gonoszóma, azaz nemmeghatározó. Az embernél, ahogy a többi emlősnél az ivart meghatározó XY rendszer működik, az XX-kromoszóma nőnemet, az XY hímnemet jelent.
Az emberi genomot 2003-ban teljesen szekvenálták. Jelenleg arra törekszenek, hogy ezzel a módszerrel is minél jobban megismerjék a faj genetikai változatosságát. Jelen becslések szerint az emberi genomnak 22 000 génje van. Az örökítőanyag változatossága meglepően kicsi más fajokhoz képest; ez egy 100 ezer évvel ezelőtti palacknyak hatásra utal, amikor az emberi faj néhány ezer szaporodóképes párra csökkent. A nukleotidok egyedi mutációkon alapuló sokfélesége egynukleotidos polimorfizmus. Az átlagos eltérés két véletlenszerűen kiválasztott ember között a nukleotidok 0,1%-a, azaz ezer bázispárból egy hely. Mivel az ember génállománya 3 milliárd nukleotidból áll, ez 3 millió helyet jelent. Ezek legtöbbje semleges, más részük azonban valódi jelentést hordoz, és a fenotípusban is megjelenhet az allélok és a gének megfelelő kombinációja esetén.
A természetes szelekció alatt nem álló szakaszokban felhalmozódott mutációk lehetővé teszik, hogy rekonstruálják a teljes emberiség családfáját egészen a legkorábbi közös ősig. Valahányszor átadódik egy újabb mutáció, új haplocsoport keletkezik, aminek első tagja az, akinél a mutáció megjelent, és az összes leszármazottja is beletartozik. A mitokondriális gének elemzése szerint nőágon az emberiség legkorábbi közös őse, a mitokondriális Éva 90-200 ezer évvel ezelőtt élt.
Különös jelentőséggel bírnak azok a szakaszok, amelyek a gerincesek teljes evolúciója alatt stabilak voltak, csak az embernél változtak meg. 2006 óta 49 ilyen szakaszt tartanak nyilván. Ezek elnevezésével utalnak arra, hogy mennyire különböznek ezek a csimpánztól, a legnagyobb különbséget a HAR1 régió mutatja. Több más faj genetikai állományát átvizsgálva azt találhatjuk, hogy ezek a területek nagyban hozzájárulhattak az ember specifikus tulajdonságaihoz.
Az ember evolúciója az elmúlt 15 ezer évben folytatódott, amit az is jelez, hogy bizonyos régiók az irányba ható szelekció nyomát viselik ebből az időszakból.

### Életciklus

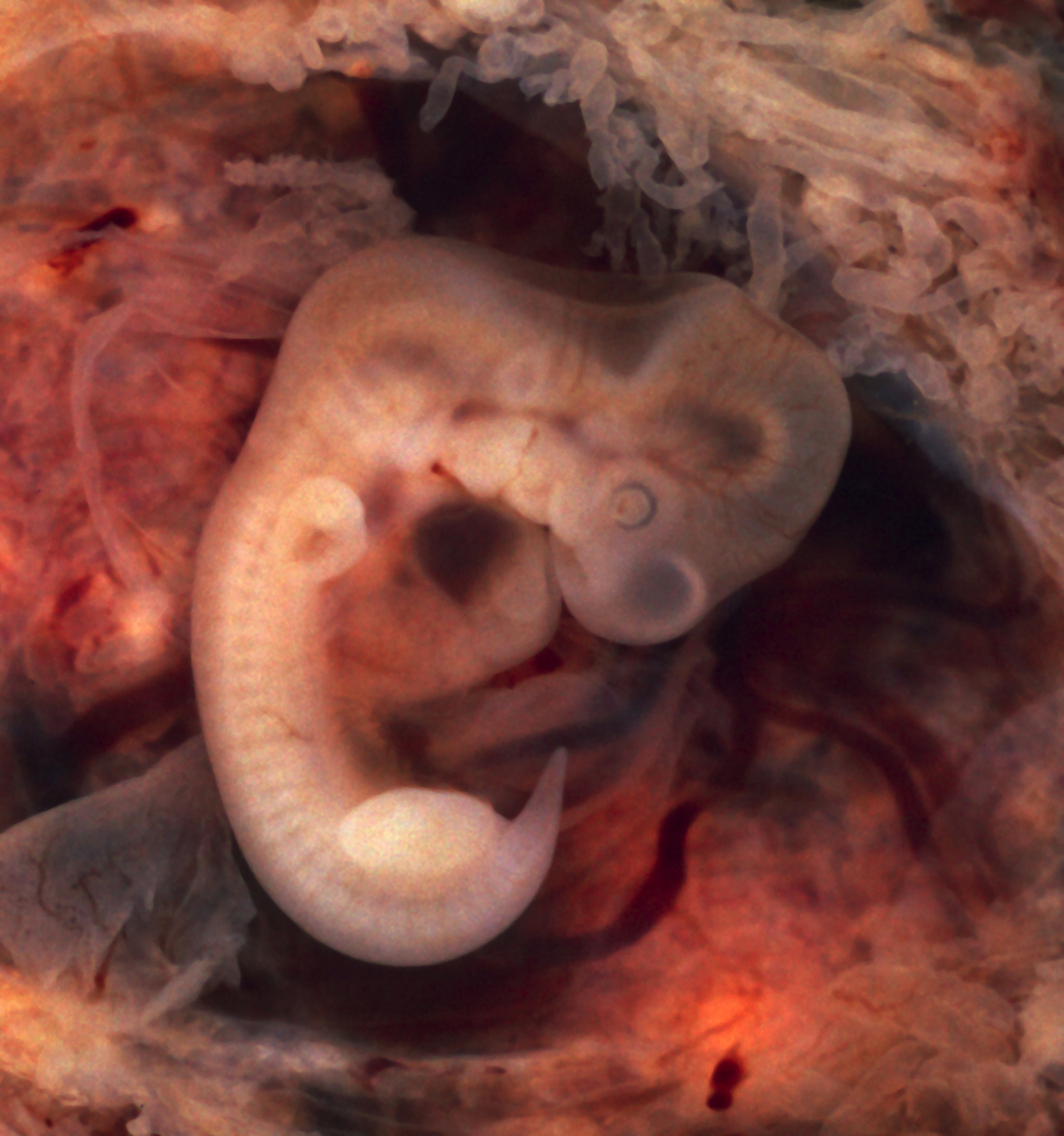
5 hetes, 10 mm-es emberi embrió

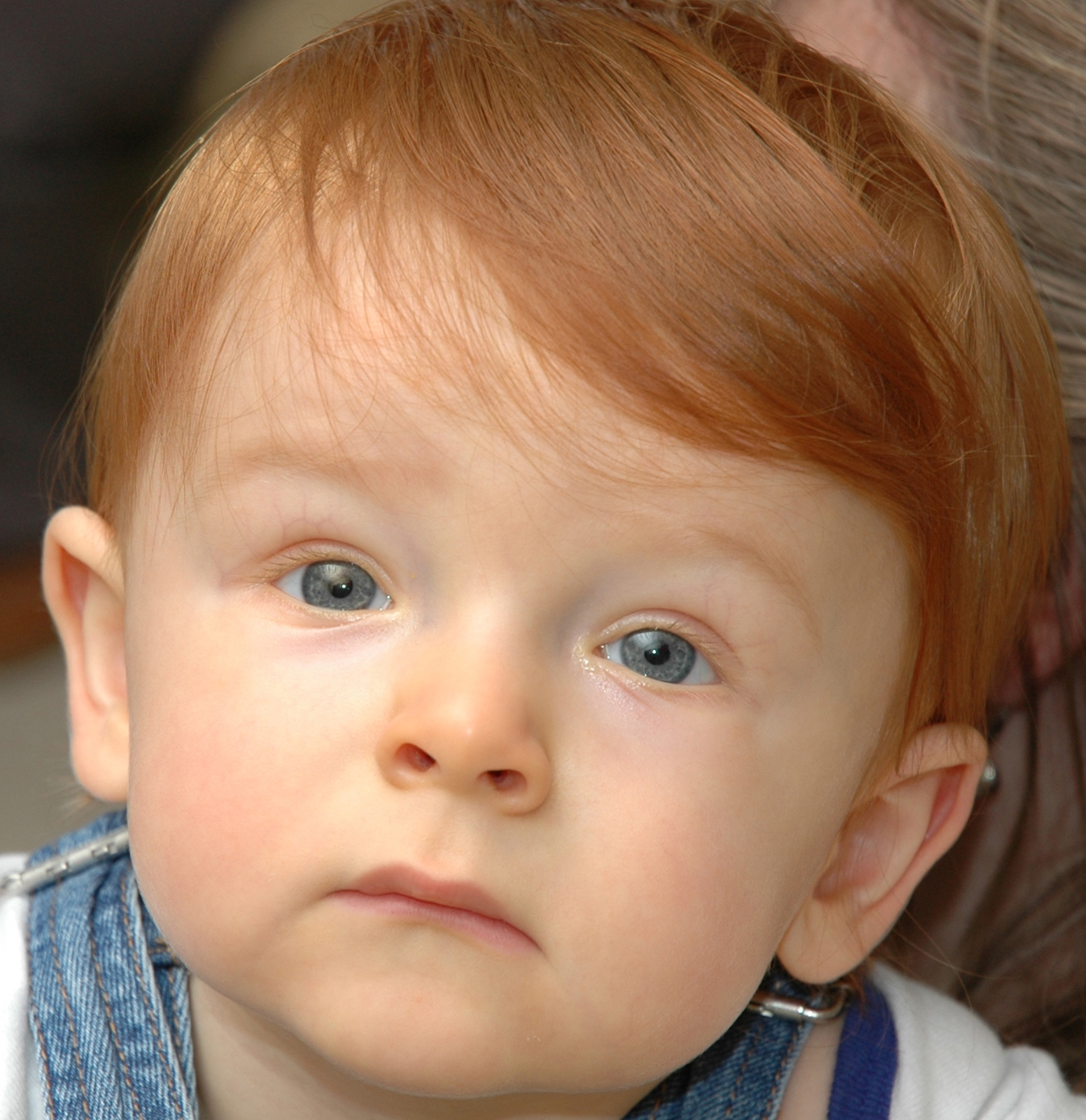
Kisfiú

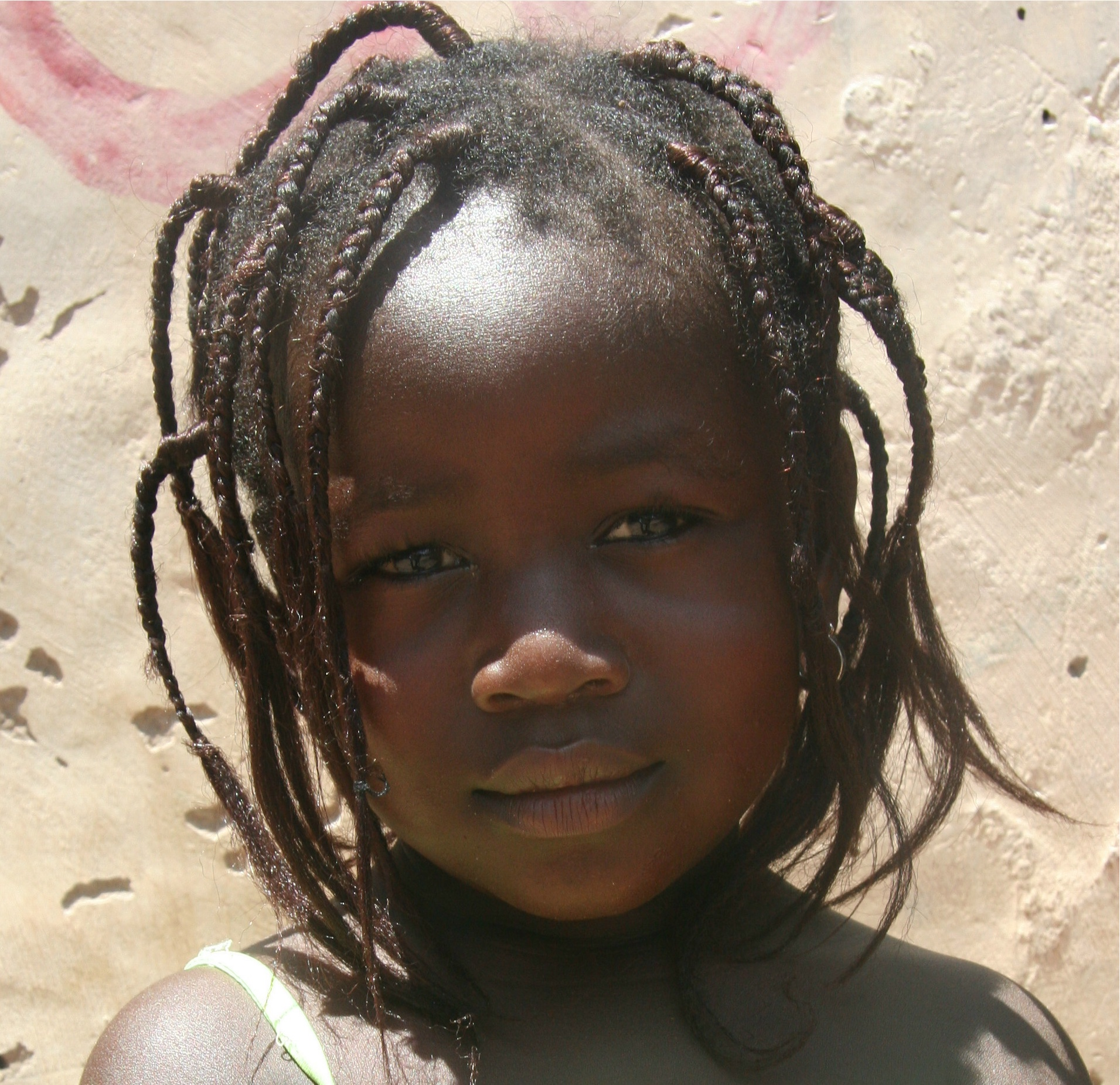
Kislány

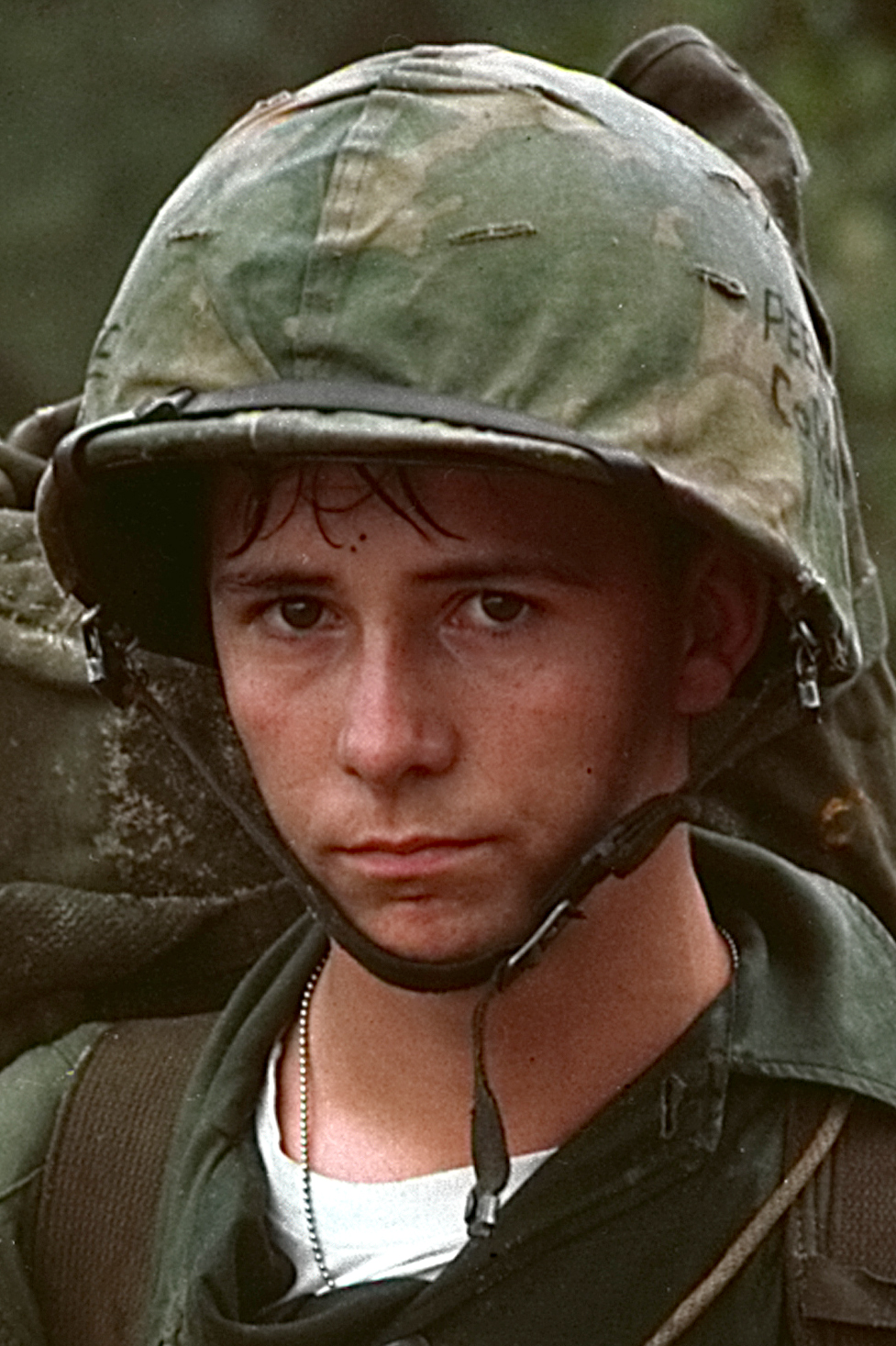
Fiatalember

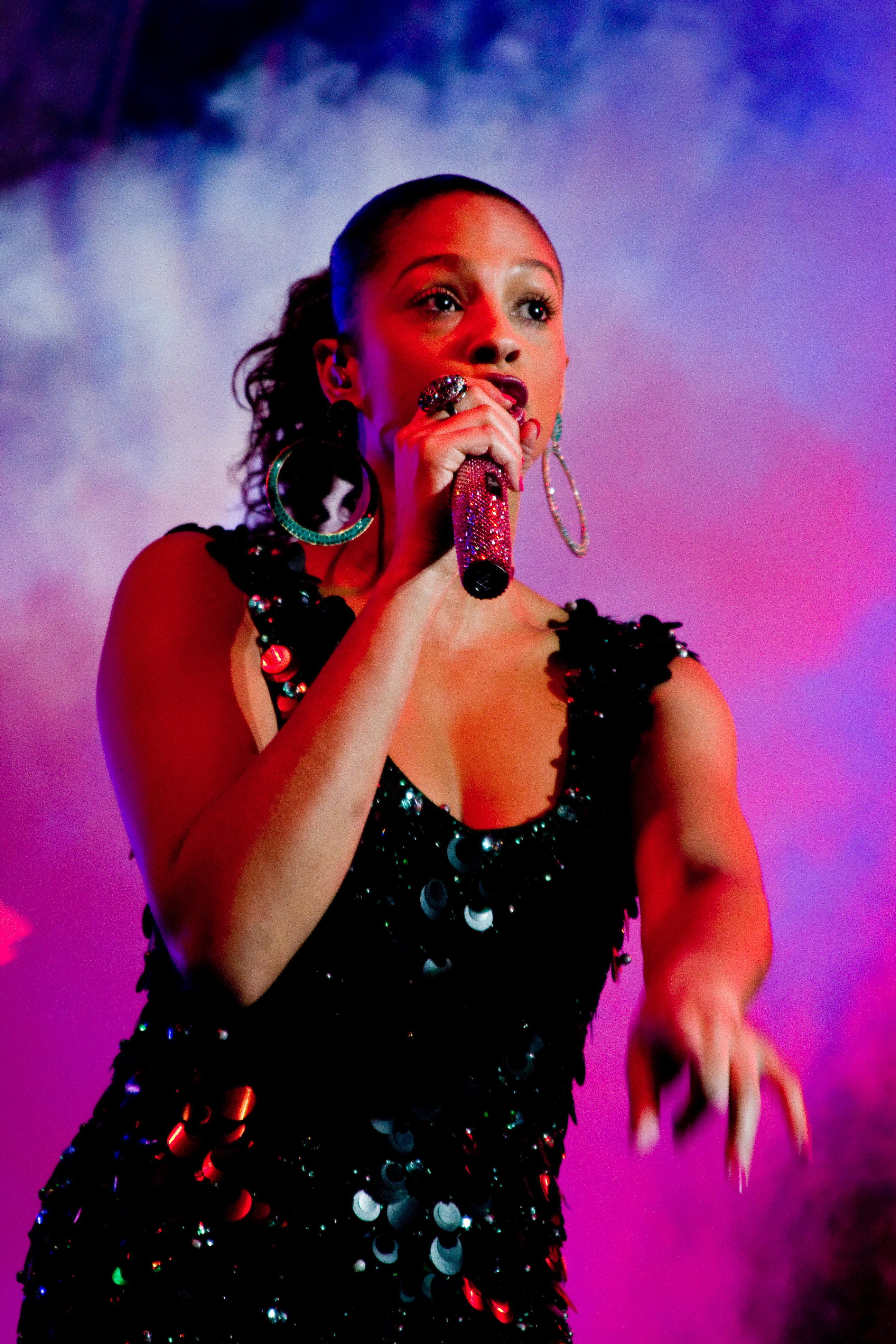
Fiatal nő

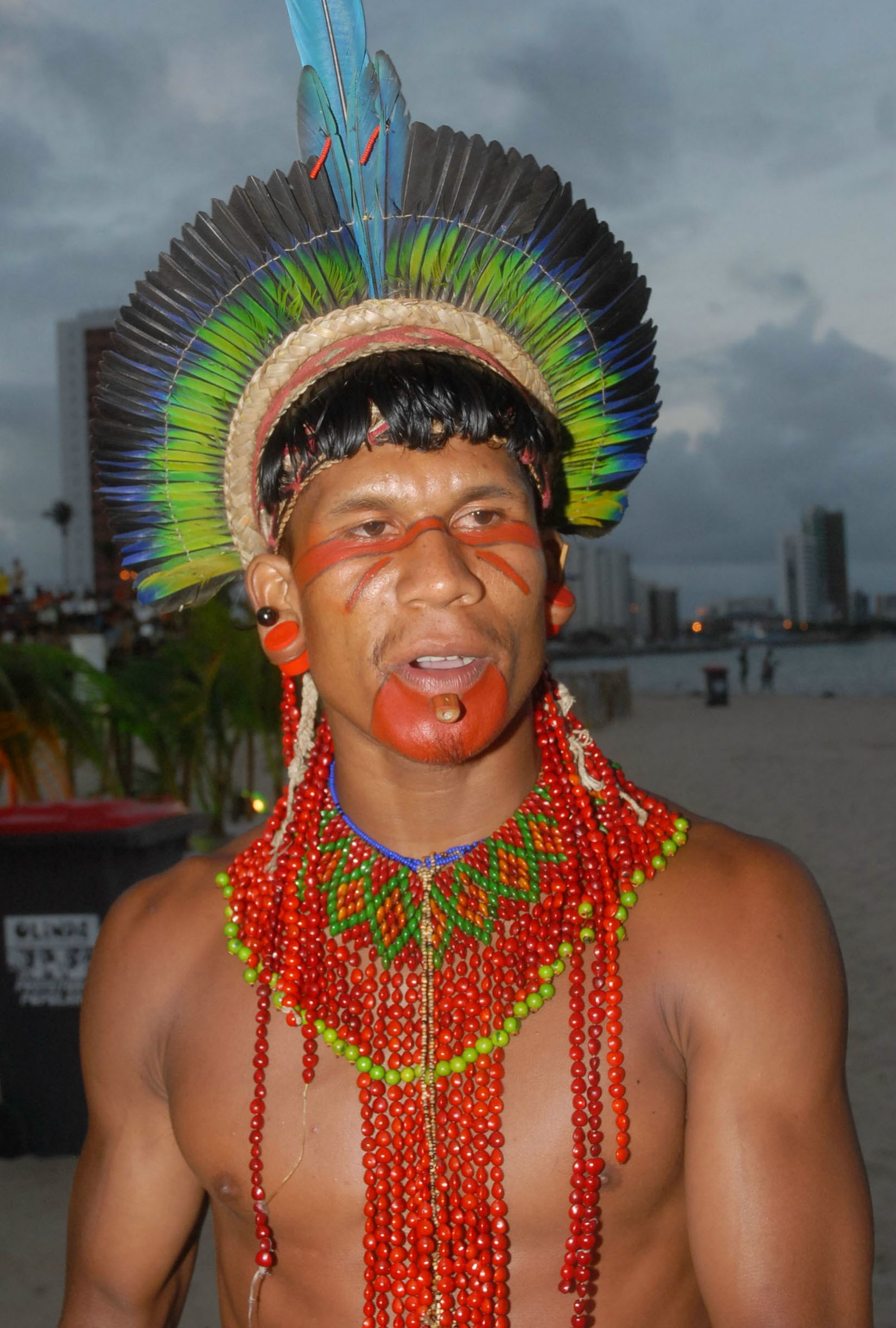
Férfi

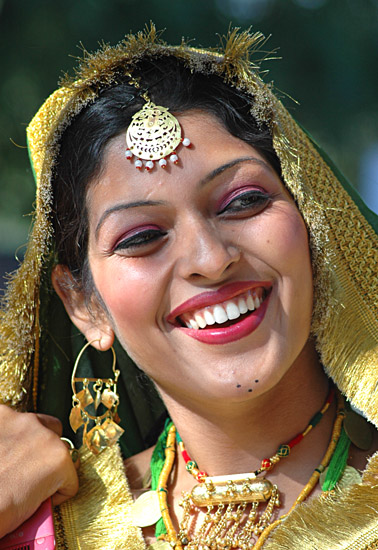
Nő

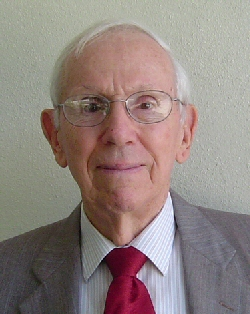
Öregember

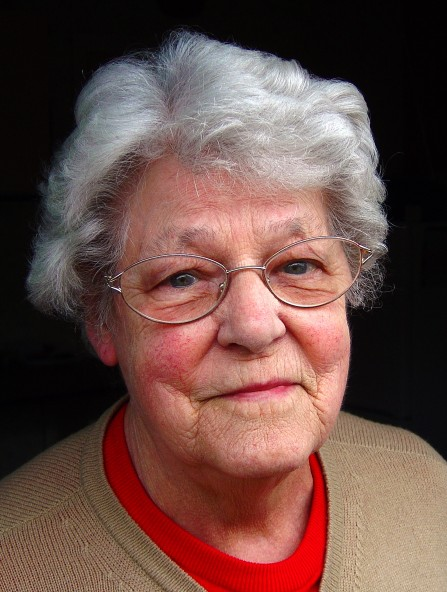
Öregasszony

Más emlősökhöz hasonlóan az ember is belső megtermékenyüléssel fogan szeretkezés alatt, illetve utána. A férfi megmerevedett péniszét bevezeti a nő hüvelyébe, és kilövelli ondóját, ami folyadékból és benne hímivarsejtekből áll. A sperma a hüvelyen, méhnyakon át a méhbe vagy a Fallopian-csőbe jut, hogy megtermékenyítse a petesejtet. Megtermékenyítés után a méhbe való beágyazódással megkezdődik a terhesség.
A zigóta tovább osztódik, létrejön az embrió, majd magzat. A terhesség átlagosan 38 hét. Ezután megszületik a kisbaba, és önállóan kezd lélegezni. A legtöbb modern kultúra törvényei ettől az időponttól kezdve biztosítanak számára emberi jogokat, habár egyes korlátozott jogai születés előtt is vannak.
Más fajokkal összehasonlítva az ember születése nehéz és veszélyes. Nem ritkák a születést megelőzően több mint 24 órán át tartó fájások, néha az anya, a baba vagy mindkettő belehal a szülésbe. Ennek oka az anya viszonylag szűk szülőcsatornája és a baba fejének viszonylag nagy körmérete. Az orvostudomány eredményei sokat javítottak a helyzeten, ez azonban nem érhető el mindenki számára, a fejlődő országokban még mindig veszélyes maradt, ez 100-szoros anyai halálozást jelent. Ikrek ritkán születnek, és rendszerint az átlagosnál korábban jönnek világra; minél többen vannak, annál korábban.
Fejlett országokban a kisbaba születési súlya többnyire 3–4 kg, magassága 50–60 cm. Az ikrek és a koraszülöttek súlya ennél jóval kisebb, ezért rájuk különös gondot fordítanak az egészségügyben. Fejlődő országokban az alacsony születési testsúly gyakori, és ez is hozzájárul a csecsemőkori halandósághoz. Az ember fejletlenül születik, 11-17 éves korban éri el ivarérettségét. A lányok testi fejlődése 18, a fiúké 21 éves koruk körül fejeződik be. Az ember életszakaszai: csecsemőkor, gyerekkor, serdülőkor, ifjúság, felnőttkor és idős kor. Különböző kultúrákban és korokban a szakaszok hossza eltér. Más főemlősökhöz képest az ember nagyon gyorsan nő kamaszkorban, akár 25%-kal is megnyúlhat; a csimpánzkölykök csak 14%-ot nőnek, kifejezett nyúlási szakasz nélkül. Ennek az ősi időkben az lehetett az oka, hogy ha a gyerekek kicsik a felnőttekhez képest, akkor kevesebb eleséggel is beérik. Ha pedig elérték az ivarérettséget, akkor már pszichikailag is felnőttek, és komolyabban bele tudnak kapcsolódni a közös élelemszerzésbe. Az ember egyike annak a kevés fajnak, ahol a nőstények átmennek a változókoron, és terméketlenekké válnak. Ezt a nagymama hipotézissel magyarázzák, hogy az idősödő nő inkább segítsen unokáit és más rokon gyerekeket felnevelni, mint további saját gyerekeket vállaljon.
Különböző tanulmányok szerint az ember életének hosszát genetikája és életstílusa határozza meg. Többek között genetikai és biológiai okokból a nők tovább élnek, mint a férfiak; 2013-as becslések szerint egy lány várható élettartama 70,2 év, egy fiúé 66,1. A várható élettartam erősen függ a lakóhely fejlettségi szintjétől: Hongkongban a születéskori várható élettartam lányoknak 84,8, fiúknak 78,9 év; Szváziföldön az AIDS pusztításai miatt mindkét nemnek 31,3 év.
A fejlett országok általában öregedők, a fejlődők fiatalodók; a fejlett országokban az életkor mediánja 40 év, fejlődő országokban 15 és 20 év közé esik. Míg Európában minden ötödik ember 60 évnél idősebb, addig Afrikában húsz közül egy. Az ENSZ becslése szerint a 100 évesek és idősebbek száma 2002-ben 210 ezer volt. Legalább egy ember, Jeanne Calment bizonyítottan elérte a 122 éves kort. Vannak, akik állítják, hogy idősebbek, de nem tudják bizonyítani.

### Táplálkozás
Az ember mindenevő, sokféle növényi és állati alapanyag elfogyasztására képes. Képes alkalmazkodni az elérhető táplálékforrások és kulturális-vallási-világnézeti tényezők függvényében különféle, akár szélsőséges étkezési szokásokhoz, mint például a veganizmus részét képező növényi alapú táplálkozás vagy a főként húson alapuló diéta. A szélsőséges korlátozások és a nem megfelelően összeállított étrend hosszútávon hiánybetegségekhez vezethetnek. A növényi alapú étrend egyesek szerint csak kulturális értelemben tekinthető szélsőségnek, egyes orvosi vélemények szerint egészségügyi szempontból megfelelő összetétel esetén minden korosztály számára és minden életszakaszban teljes-értékű és egészséges. Egyes népek esetében genetikai alkalmazkodás segítheti a kiegyensúlyozatlan táplálkozásból adódó hiánybetegség elkerülését.[forrás?]
A földművelés és állattenyésztés előtt az ember gyűjtögető-vadász életmódot követett, hasznosítva a helyhez kötött tápanyagforrásokat (növények, gombák) és elejtett vadakat. Tüzet a Homo erectus idejétől kezdve használt. Tízezer évvel ezelőtt elkezdett földet művelni és állatot tenyészteni, ami lényegesen átalakította az étkezést. Ez hatott az ember evolúciójára is, a pásztorkodással foglalkozó népek körében megjelent a laktázperzisztencia, ami azt jelenti, hogy kisgyermekkor után is képesek maradtak a tejivásra, szemben azzal a többséggel, akiknek szervezete beszünteti, illetve erőteljesen csökkenti annak termelését. A földművelés és állattenyésztés miatt elszaporodott az ember, elkezdett városokat építeni, ami tovább növelte a népsűrűséget, és járványok kitöréséhez vezetett. Az elfogyasztott ételek fajtája és elkészítése helytől, kultúrától és történelmi kortól függ.
Egy kezdetben normál tápláltságú ember négy-nyolc hétig bírja étel nélkül, viszont víz nélkül legfeljebb három-négy napig. A gyermekkori alultápláltság is gyakori, ami hozzájárul a globális egészségügyi teherhez. Ezzel szemben egyes népességekben gyorsan terjedt az elhízás, ami szintén káros egészségügyi következményekkel jár. Világszerte több mint egy milliárd ember túlsúlyos, illetve elhízott. A jelenséget elhízásjárványként jellemzik. Ennek oka az, hogy a bevitt kalóriák nem állnak egyensúlyban a leadott mennyiséggel. Ez szupernormális ingerekkel is magyarázható, amelyek kalóriában gazdag, de alacsonyabb fehérjetartalmuk miatt kevésbé laktató ételek fogyasztására csábítják az embereket. Az elérhető élelmiszer mennyiségének egyenlőtlen eloszlásához hozzájárul az élelmiszerpazarlás is. Nagyjából a megtermelt élelmiszer felét kidobják, jobb esetben állatokkal etetik fel vagy komposztálják. Különféle szervezetek igyekeznek menteni a még jó minőségű, de csúnya, nem megfelelő méretű vagy alakú alapanyagokat étkezés céljára.
Mind a kóros elhízás, mind a súlyos alultápláltság probléma, és kárt okoz az ember egészségében. 2004-ben évi 36 millióra tették a közvetlenül vagy közvetve éhen haltak számát. A gyerekek alultápláltsága is gyakori. Ezzel szemben több mint egymilliárd ember többé-kevésbé elhízott,  az Amerikai Egyesült Államokban ez az arány 35%.

### Változatosság

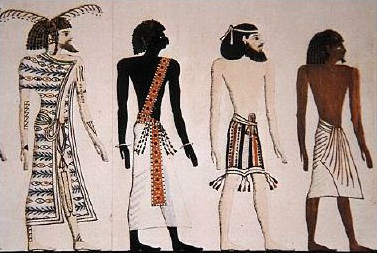
Líbiai, núbiai, szír és egyiptomi. Falikép I. Széthi sírjában. Ismeretlen festő műve

Nincs két olyan ember, akik teljesen ugyanolyanok lennének genetikailag, még egypetéjű ikrek sem. Az emberi faj változatosságára a gének mellett a környezet is hat. Hogy melyik mennyire és hogyan, az részletesen még nem ismert.
A legtöbb genetikai és régészeti lelet a kelet-afrikai eredetet támogatja, és az első kivándorlási hullámot 60 ezer évvel ezelőttre teszi. Az emberszabású majmokhoz képest az ember genetikai változatossága meglepően alacsony, még a négerek körében is. Két ember között átlagosan 99,9% a genetikai egyezés. A vadon élő csimpánzoknál a genetikai változatosság kétszer-háromszor nagyobb, mint a teljes emberi génkészlet.
Figyelemre méltó az emberi test és technológia alkalmazkodóképessége a különböző természeti környezetekhez, így a különböző hőmérséklethez, páratartalomhoz, és tengerszint fölötti magassághoz. Így az ember megtalálható a Föld majdnem minden régiójában, többek között esőerdőkben, sivatagokban, extrém hideg sarkvidéki területeken, és erősen szennyezett városokban. A legtöbb más faj sokkal kisebb területekre korlátozódik kisebb alkalmazkodóképessége miatt.
Az ember testi változatosságát olyan vonások jellemzik, mint vércsoport, arcvonások, a szem és a haj színe, a haj textúrája, testalkat, testsúly és bőrszín. Felnőttkorban az ember magassága általában 1,4 és 1,9 méter közé esik, ami többek között az etnikai eredettől és a nemtől is függ. További meghatározó tényezők a gyermek- és kamaszkorban elérhető táplálék, testmozgás és alvási szokások. Adott népcsoportban a számos tényező hatása miatt a magasság mindkét nemnél normális eloszlású.
A genetikai változatosság egy része tudományos jelentőséggel bír, mivel segít megérteni az ember evolúcióját, vagy orvostudományi szempontból fontos. Például a felnőttkori laktóztolerancia ott jelent meg, ahol hosszabb időn át tartottak szarvasmarhát, így előnyt jelentett, mert felnőttek is ihattak tejet. A sarlósejtes vérszegénység ott gyakori, ahol a malária őshonos, mivel a gén hordozói immunisak a maláriára. Hasonlóan, azok a népek, amelyek sokáig extrém körülmények között laktak, mint sarkvidékek, trópusok vagy magas hegyek, testileg is alkalmazkodtak lakóhelyükhöz. Ezáltal a hegyvidékieknek több a vörös vértestjük és nagyobb a tüdőkapacitásuk. A trópusokról származók magasak, nyúlánkok, hosszú karokkal és lábakkal; ezzel szemben a hideg területen őshonosok alacsonyak, tömzsik (lásd Allen-szabály). Ahol erősebb a napsugárzás, ahogy a trópusokon, az ott őshonos népek sötétebb bőrűek, mert ez véd az ultraibolya sugárzással szemben.
Az ember bőrének színét a benne levő melanin határozza meg. A bőrszín sok átmenettel bír a nagyon világos és a nagyon sötét között. A hajszín lehet szőke, vörös, barna vagy fekete, ami a leggyakoribb. Idős korára az ember megőszül, haja szürkére vagy fehérre színeződik. Az ember bőrszíne kompromisszum a folátokat roncsoló ultraibolya sugarak szűrése és a D-vitamin termelésére való képesség között. A bőr melanintartalma képes a napsugárzástól függően bizonyos keretek között változni.

### Ivari kétalakúság
Az ember esetén a genetikai különbségek nagy részét a nemek közötti különbség teszi ki. Míg ugyanannak az emberi népességnek két ugyanolyan nemű tagja közötti átlagos különbség 0,1%, addig egy nő és egy férfi közötti átlagos különbség átlagosan 1-2%. Habár ennek más a természete, ez ugyanakkora eltérés, mint a férfiak és a hím csimpánzok, vagy a nők és a nőstény csimpánzok között. A genetikai különbség kifejeződik a fenotípusban is, különbségek találhatók az anatómiában, a hormonrendszerben, az idegrendszerben és a fiziológiában. Az eltérő társadalmi és más környezeti tényezők hatása nagyrészt ismeretlen.
A férfiak átlagosan 15 cm-rel magasabbak, és 15 kg-mal nehezebbek, mint a nők. Felsőtestük 40-50%-kal erősebb, alsótestük 20-30%-kal erősebb, mint a nőké. Hangjuk átlagosan egy oktávval mélyebb, mint a nőké. A nők testzsíraránya általában magasabb, bőrük világosabb, mint saját népességükben a férfiaké, ami a D-vitamin termelésére vezethető vissza. Terhesség és szoptatás alatt a nőknek több D-vitaminra van szükségük. A nők várható élettartama a legtöbb népességben még a szülés kockázataival együtt is hosszabb, mint a férfiaké. A nők érzékenyebbek a fájdalomra, szaglásuk érzékenyebb.
A férfiak légútjai hosszabbak és jobban elágaznak, tüdőtérfogatuk 30%-kal nagyobb testsúlykilogrammonként. Szívük aránylag nagyobb, egységnyi vértérfogatban 10%-kal több a vörösvértest, és hemoglobinszintjük is magasabb. Arányaiban több véralvadási faktor kering vérükben, így sebeik gyorsabban záródnak. Ezek is hozzájárulnak a jobb perifériás fájdalomtűréshez. Ezzel szemben a nőknek több a fehérvérsejtjük, ami teljesül több típusra is (granulociták, B és T limfociták). Szervezetük több antitestet termel, így kevésbé hajlamosak elkapni fertőzéseket és rövidebb ideig betegeskednek. 
Etológusok amellett érvelnek, hogy mivel több fajtárssal (más nők, gyerekek) érintkeznek, az erősebb immunrendszer evolúciós előnyt jelentett. Daly és Wilson szerint az embernél a nemek jobban különböznek, mint az egyértelműen monogám állatoknál, és kevésbé, mint a poligám állatoknál. Azonban a rokon fajok nemi különbségei erősebbek, és az ember vonalán a nemek közötti különbségek csökkentek. Az egyik magyarázat szerint az ember nemi élete a bonobókhoz hasonlóan alakulhatott. A bonobók promiszkuitásban élnek, és szexet használnak konfliktusok rendezéséhez és társas kapcsolatok építésére.

### Rasszok

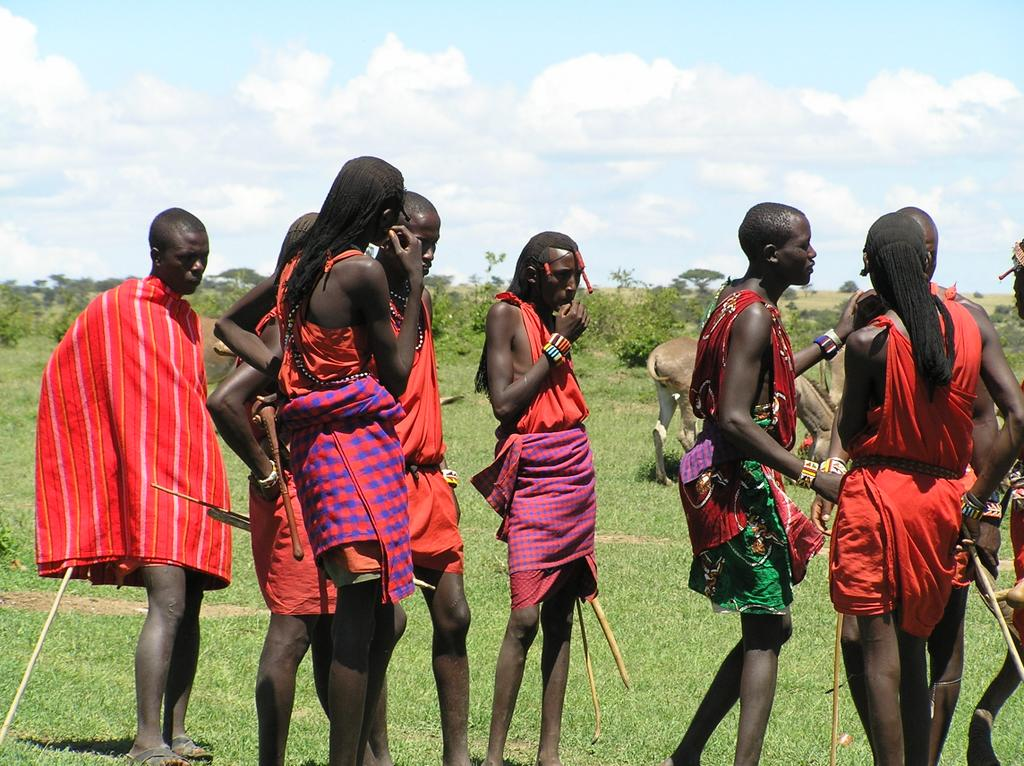
A forró éghajlatú területek népei gyakran sötét bőrűek és nyúlánkak, mint ezek a maszáj férfiak Kenyában

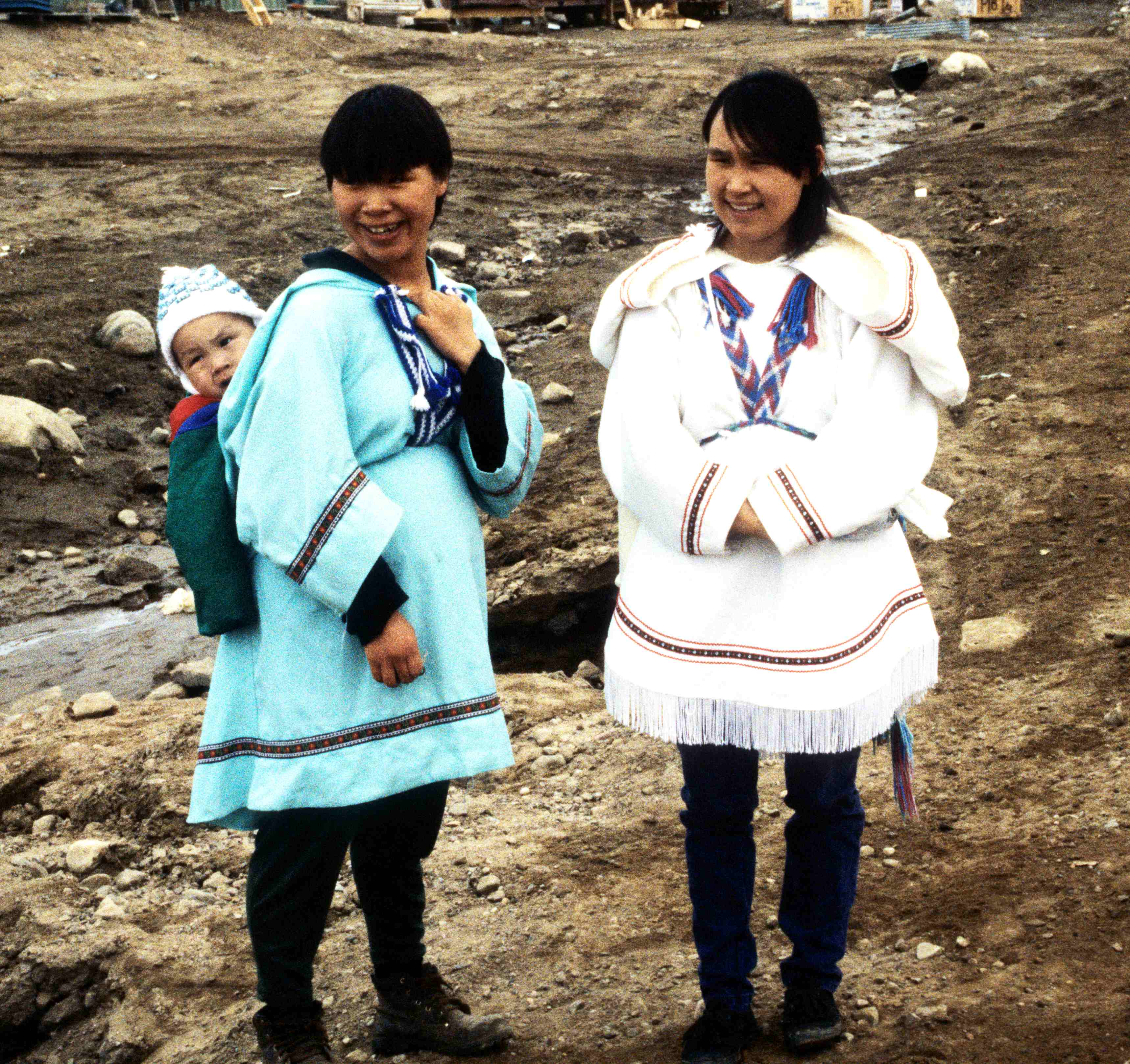
A hideg éghajlatú területek népei gyakran világos bőrűek és tömzsik, mint ezek az inuit nők Kanadában

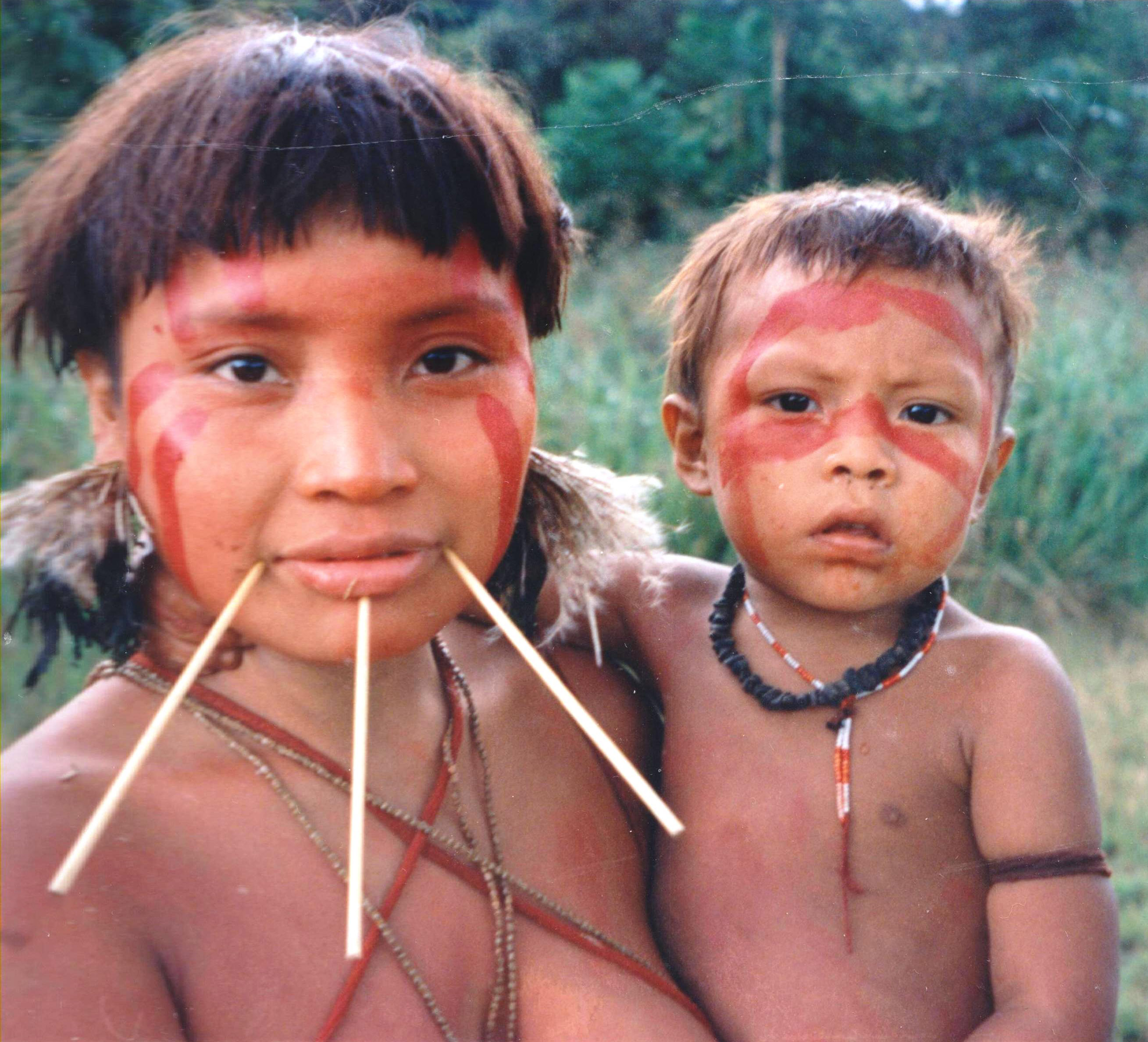
Az indiánok ősei, mint ennek a Yanomami asszonynak és gyerekének ősei, Északkelet-Ázsiából érkeztek Amerikába, amit genetikai és nyelvészeti bizonyítékok is alátámasztanak

Két ugyanolyan nemű ember közötti átlagos különbség 0,1%. A térben elkülönülő népességek között nagyon kicsi a különbség. Az egyének között nagyobb a különbség, mint különböző népek között. Az apró különbség 85%-a fennáll két, azonos népességhez tartozó ember között, például olaszok, kurdok vagy koreaiak között. Két, véletlenszerűen kiválasztott koreai között ugyanakkora lehet a genetikai különbség, mint egy koreai és egy olasz között. Egy nép átlagosan az összes ember közötti különbség 85%-át tartalmazza. Genetikai adatok szerint két ember ugyanabból a népességből különbözhet annyira, mint egy másik népesség egyedétől.
Genetikai kutatások az afrikai eredetet erősítették meg azzal, hogy itt a legnagyobb az ember genetikai változatossága. A kevés történelem előtti kivándorló helyi őslakossággal (alfajok) való keveredése nem pótolta ezt a különbséget. Afrikában 14 ősi populációs klaszter létezett. Afrika a legősibb lakott földrész, így az itt élőkben halmozódott fel a legnagyobb genetikai változatosság. A kivándorlók csak az itteni változatosság egy részét vitték magukkal, így továbbra is vannak olyan allélok, amelyek nem találhatók meg máshol. Megfordítva, a gyakori allélok mindegyike Afrikában is jelen van.
A rasszok között nincs éles határ; az átmenet folytonos. Időbeli változása az emberi faj történetét tükrözi. Az egyes embercsoportokban különbözik az egyes allélok aránya. Az egy allélok aránya egymástól függetlenül változnak. Az alkalmazkodóképesség egyénenként és populációnként különbözik. A legerősebb adaptív változások ott a legerősebbek, ahol a környezeti ingerek is a legerősebbek, például a tibetiek alkalmazkodása a tengerszint feletti magassághoz. A változatosságot a vándorlás és a keveredés is befolyásolja.
A legtöbb gén saját klasztert képez, külön öröklődik; még az egy kromoszómán levő gének is gyakran szétválnak (lásd átkereszteződés). A bőr és a haj színe sem kapcsolódik össze a magassággal, a testsúllyal és az atlétikai képességekkel. A bőrszín a földrajzi szélességtől függ, míg néhány ember magas vagy barna hajú. Egy népességben egyes fenotípusok gyakoribbak, de az egyes fenotípusok nem kapcsolódnak össze. A külsődleges jegyek, mint a bőr vagy a haj színe és a testmagasság látványos, de apró és jelentéktelen része a genetikai változatosságnak. Az Afrikában, Ausztráliában és Dél-Ázsiában élő sötét bőrű népességek csak távolabb kapcsolatban állnak egymással. Délkelet-Ázsiában az andamanézek erősen hasonlítanak az afrikai pigmeusokra: kis termetűek, barna bőrűek, göndör hajúak, minden közelebbi kapcsolat nélkül. A külső, látványos anatómiai jegyek csak néhány százat érintenek a DNS nukleotidjai közül. A hasonló kinézet nem feltétlenül jelent közeli rokonságot, és egy leszármazási ágon belül sem biztos, hogy mindenki hasonlít.
Endogám csoportokban, mint törzsek vagy kasztok, az allélok gyakorisága ezek szerint csoportosul. A nyelvi, etnikai, nemzeti, kultúrköri határok gyengébb csoportosítást adnak, ha több allélt tekintünk. Mindezek ellenére egy csoport sem tudott diszkréten elkülönülni. Nincsenek éles határok nagyobb homogén csoportok között.

## Pszichológia

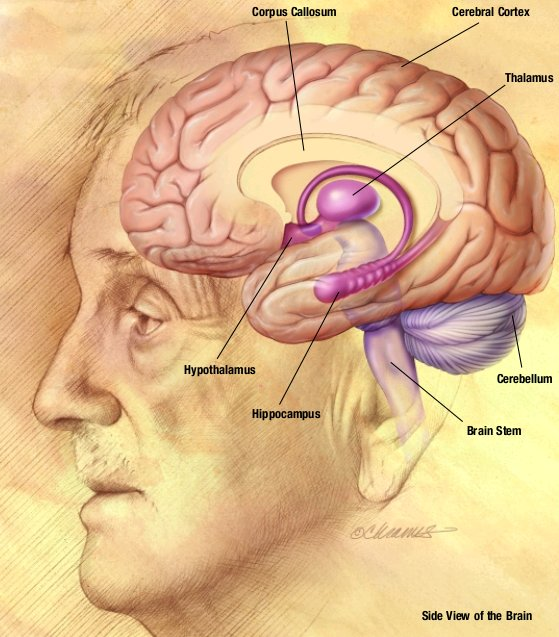
Rajz az emberi agyról, néhány fontos struktúra megjelölésével

A központi idegrendszer fókusza az agy. Ez vezérli a környéki idegrendszert. Amellett, hogy az alsóbb, akaratlan, vagy olyan autonóm aktivitásokat végez, mint a légzés és az emésztés, helye a magasabb működésnek is, mint a gondolkodás és az elvonatkoztatás. Az elme működését és viselkedésbeli következményeit a pszichológia vizsgálja.
Általában az embert minden más fajnál intelligensebbnek gondolják, mivel jobban képes ezeket a magasabb képességeket végezni. Egyes más fajok is képesek egyszerű eszközöket készíteni és használni, azonban az ember technológiája ennél sokkal összetettebb, és időről időre fejlődik.

### Álmodás
Az ember általában nappali életmódot él. Felnőttként naponta hét-nyolc óra alvást igényel. Gyerekkorban többet, idős korban kevesebbet. Az emberek gyakran kevesebbet alszanak, habár az alváshiánynak negatív következményei közül az álmosság csak az egyik. A napi alvásidő huzamosabb ideig négy órára korlátozása fiziológiai és mentális működésbeli változásokat okoz, mint álmosság, agresszió, rossz közérzet. Az alváshoz hozzátartozik az álmodás. Álmodás közben mindenféle érzékleti tapasztalatból egy olyan történet áll össze, aminek az álmodó tevékeny része. Az alvást a híd stimulálja, és a REM alvásban a leggyakoribb.

### Gondolkodás és öntudat
Az ember egyike azon kevés fajnak, aminek egyedei többségének elegendő öntudata van arra, hogy felismerje magát a tükörben. Már a 18 hónapos gyerekek is képesek erre.
Az agy a külvilágot érzékszerveken keresztül észleli. Minden egyénre erős hatással vannak az őt ért tapasztalatok. Ezzel a létezést és az idő múlását szubjektívan fogja fel. Az embernek van öntudata, elméje, ezek olyan képességekkel bírnak, mint önbizalom, érzékenység, bölcsesség, és az a képesség, hogy felismerje a kapcsolatot saját maga és környezete között. Vitatott az a mérték, hogy az elme  mennyire tapasztalja és mennyire hozza létre a külvilágot, ahogy a fenti definíciók és a fenti kifejezések érvényessége.
Az elme, az agy és az idegrendszer fizikai aspektusait vizsgálja a neurológia, a pszichológia és a pszichiátria, ami különböző rendellenességeket kezel. A pszichológia nem feltétlenül hivatkozik az agyra vagy az idegrendszerre, kezelheti az elmét önállóan, fenomenológiai és információfeldolgozási szempontból is. A pszichológiai elmélet és gyakorlat azonban foglalkozik az agy funkcióival is, ehhez csatlakoznak olyan területek, mint a mesterséges intelligencia, a neuropszichológia és a kognitív neurotudomány.
A gondolat természete a pszichológiai és határterületeinek központi témája. A kognitív pszichológia a mentális folyamatok működését tanulmányozza az információfeldolgozást alapul véve. Erősen kutatott területei: érzékelés, tanulás, problémamegoldás, emlékezet, figyelem, nyelv és érzelmek. A kognitív pszichológiát gyakran a kognitivizmus iskolájához sorolják, ami a mentális működés információfeldolgozó modelljére alapoz, a pozitivizmus és a kísérleti pszichológia alapján. A kognitív pszichológia modelljeit és módszereit széles körben alkalmazzák, kutatásban és alkalmazásban a pszichológiai elméletek egyik fő irányzata. A fejlődési pszichológia az elme működésének változását vizsgálja az egyén életében; foglalkozik az érzékeléssel, cselekvéssel és megértéssel. Egyes területei foglalkoznak az intelligencia, a gondolkodás, az idegrendszer, a társas és a morális készségek fejlődésével. Kifejlesztettek intelligenciateszteket a népességen belüli összehasonlításra és eloszlásának vizsgálatára.
Egyes filozófusok különbséget tesznek az öntudat, önmagunk és a külvilág megtapasztalása között.  Saját magunkra öntudatosnak lenni egy állapot, amiben az elme tudatosan érzékeli önmagát. Külső jelenségekre öntudatosnak lenni azt jelenti, hogy például tudatosan észlelem ezeket a szavakat. Ide tartozik a tudat, az öntudat, a Husserl-fenomenológia, az intencionalitás és hasonlók. A jelenségi öntudat összefügg az érzetminőségek fogalmával. A szociálpszichológia összekapcsolja a társas viselkedés tanulmányozását a pszichológiával. Tanulmányozza az emberek közötti kapcsolatok okait, természetét és viszonyait. A viselkedést és a mentális folyamatokat embernél és más fajoknál az etológia, állati kogníció, evolúciós pszichológia, és összehasonlító pszichológia tanulmányozza. A humánökológia az emberek és közösségek interakcióját vizsgálja.

### Lelki felépítés
Filozófiai, vagy tudományos szempontból a "lélek" egy olyan közhasználatú szó, amelynek jelentése változó, és rosszul körülhatárolt. A "lélek" szó körülbelüli jelentéséhez kapcsolódó tudományos szempontból kezelhetőbb fogalmak a psziché, érzés, tudat, éntudat.

#### Topografikus modell
Sigmund Freud az emberi lelket jéghegyhez hasonlította. A jéghegy vízfelszín felett megmutatkozó kicsiny része tudatos és tudatelőttes, mindaz az információ, amire pillanatnyilag nem gondolunk, de amely szükség esetén tudatossá tehető. A jéghegy vízfelszín alatti, sokkal nagyobb tömege a tudattalan: késztetések, vágyak, hozzá nem férhető emlékek terepe, amely befolyásolja gondolatainkat és cselekedeteinket. Ez a topografikus modell volt az első kísérlet az emberi lélek természetének rendszerbe foglalására.
Freud az emberi viselkedést determinisztikusnak tekintette. A pszichológiai determinizmus szerint minden gondolatnak, érzelemnek és cselekedetnek oka van. A legtöbb pszichológiai eseménynek kielégítetlen késztetések és tudattalan vágyak az okai.

#### Strukturális modell
A személyiség 3 nagy rendszerből áll: id (ösztön-én), ego (én), szuperego (felettes én).
ID – Az id a személyiség legprimitívebb része, amelyből az ego és a szuperego kifejlődik. Az újszülött is rendelkezik vele. Tartalma az éhség, a szomjúság, az élet védelme és a szexuális örömszerzés. Az id is az örömelv alapján működik.
EGO – Az ego a valóságelvnek engedelmeskedik: az ösztönimpulzusok kielégítésével addig kell várni, amíg a megfelelő környezeti feltételek létre nem jönnek. Az ego a személyiség végrehajtó szerve. Az ego közvetíti az id, a valóság és a szuperego követelményei között.
SZUPEREGO – A szuperego, amely eldönti, hogy egy cselekedet jó-e vagy sem. A szuperego a társadalom értékeinek és erkölcsi normáinak belső képviselője. A szuperego a szülői jutalmazások és büntetések révén alakul ki. A szuperego normáinak a megsértése, a szülői szeretet elvesztését és az azzal járó szorongást idézi fel. Ez a szorongás tudattalan, de bűntudatként élhetjük át. Az id egésze, valamint az ego és a szuperego nagyobb része a tudattalanba merül, az ego és a szuperego kis része pedig tudatos vagy tudatelőttes.

#### A személyiség dinamikája
Freud személyiségdinamikai elmélete azt mondja, hogy minden egyén állandó mennyiségű pszichikus energiával rendelkezik, ez a libidó. Amikor egy tiltott cselekedet vagy késztetés elfojtódik, annak energiája a rendszerben másutt keres levezetést, mert a kifejeződés tiltása nem szünteti meg őket. Az elmélet szerint az id elfogadhatatlan impulzusai szorongást okoznak, amit elhárító mechanizmusokkal lehet csökkenteni. A legalapvetőbb elhárító mechanizmus az elfojtás, melynek során az ego a tudatból a tudattalanba szorít egy tiltott impulzust. Kívülről úgy fog látszani, mintha az egyén elfelejtette volna.

#### A személyiség fejlődésének szakaszai
Freud úgy vélte, hogy az első öt életévben a gyermek olyan fejlődési szakaszokon megy át, amelyek hatással vannak személyisége alakulására. Ezeket pszichoszexuális szakaszoknak nevezte el. Az egyes szakaszokban az id örömkereső impulzusai a test más-más területét szállják meg. Az első életévet a pszichoszexuális fejlődés orális szakaszának nevezte el. Ebben az időszakban a csecsemők öröme a szopásból származik.
b. A második életévet Freud az anális szakasz kezdetének vélte, amikor a gyermek a széklet visszatartásában, elengedésében talál örömet.
c. A fallikus szakaszban, amely 3-6 éves korig tart, örömeik nemi szervük simogatásából származnak. Az ödipális konfliktust a fallikus szakaszban kell megoldania a gyermeknek. E konfliktus a fiúknál a fiú szexuális impulzusai 5-6 éves kora körül az anyára irányulnak. A fiúban felébred az attól való félelem is, hogy nemi impulzusait apja azzal bosszulja meg, hogy kasztrálja. Ezt a félelmet Freud kasztrációs szorongásnak nevezte el. Az ödipális konfliktus feloldása vet véget a fallikus szakasznak, melyet kb. 7-12 éves korig tartó látenciaperiódus követ. Ez az időszak szexuális szempontból csendes.
d. Végül a pubertás és a serdülés vezet be a felnőtt szexualitás érett fázisába, a genitális szakaszba.

#### A pszichoanalitikus megközelítés bírálata
A pszichoanalitikus elméletről nem lehet egyszerűen azt állítani, hogy igaz vagy hamis, mert az elmélet mint az ambivalencia elmélete teljesen egyedülálló. Mégis mint tudományos elméletet állandóan bírálják. A bírálatok szerint sokszor nem világos, mi az, amit Freud páciensei maguk hoztak elő életük korábbi eseményeiből, mi az, amit talán ő maga ültetett beléjük. Más bírálók azt állítják, hogy olyan kitartóan faggatta betegeit rávezető kérdéseivel és sugalmazásaival, hogy azok soha meg nem történt csábítások emlékét rekonstruálták. Mások szerint sok esetben csak arra következtetett, hogy a csábítás bekövetkezett, noha a beteg erről sosem beszélt. Azt az elméletét, mely szerint a női pszichoszexuális fejlődést nagyrészt a péniszirigység alakítja, mindenki elveti, mondván, az kora szexuális elfogultságát tükrözi. A kritikák ellenére Freud elméletének figyelemre méltó vonása, hogy milyen jól meg tudta haladni szűkös megfigyelési bázisát.

### Motiváció és érzelmek

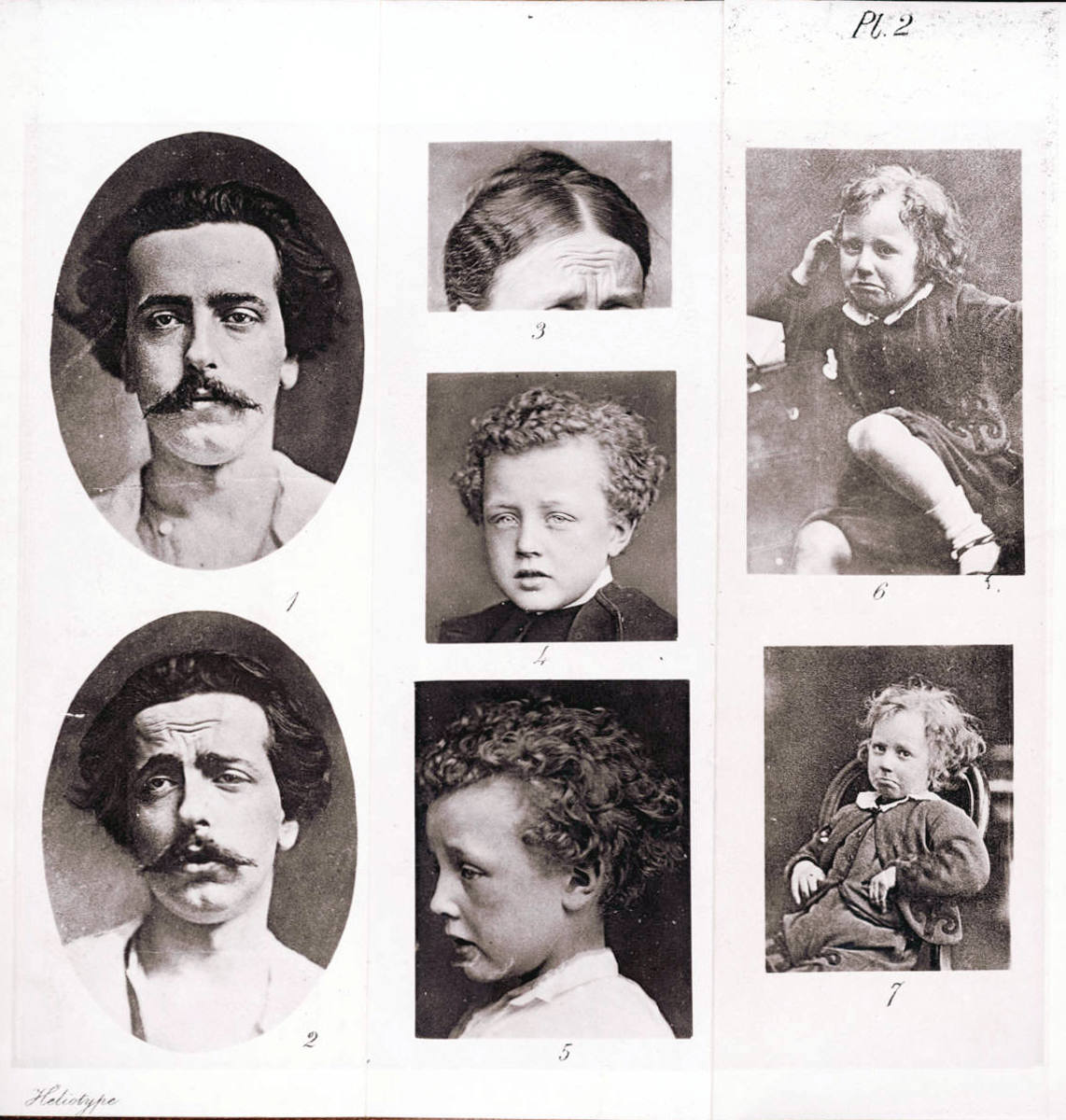
Illusztráció Charles Darwin The Expression of the Emotions in Man and Animalscímű könyvéből

A motiváció hajtóerő, ami cselekvésre bírja a lényt. Rendszerint érzelmeken alapul, amelyek pozitív érzelmi választ váltanak ki, vagy segítik egy konfliktus elkerülését. Hogy az egyén mit tekint jónak és rossznak, azt az elmeállapota dönti el. Erre hatnak társadalmi normák is, azonban előfordulhat mások vagy saját maga elleni erőszak is, mivel ez az illető egyed agyában pozitív választ ad. Minden tanult viselkedéshez a motiváció adja a hajtóerőt. A pszichológia többnyire a libidót és a konfliktuskerülést tekinti elsődleges tényezőknek. Közgazdaságtanban pénzügyi, erkölcsi és kényszerítő motivátorokról beszélnek. A vallásban előfordulnak isteni vagy démoni eredetű késztetések is.
A boldogság egy érzelem, aminek definiálása népszerű filozófiai kérdés. Vannak, akik a legkellemesebb lelkiállapotként határozzák meg, ami jelenthet testi és lelki egészséget, elégedettséget az adott helyzettel, rossz stressztől való mentességet, a külső dolgok megfelelő alakulását, és hogy az illető megfelelő helyet foglal el a világban vagy a társadalomban.
Az érzelmeknek jelentős szerepük van a cselekvések irányításában, habár sok kultúra és filozófusok is azt mondják, hogy irányítás alá kell őket vonni. Az érzelmek lehetnek pozitívak, mint szeretet, csodálat, öröm, boldogság, lelkesedés, vagy negatívak, mint gyűlölet, irigység, harag vagy szomorúság, bánat. Gyakran különbséget tesznek a veleszületett és a társadalmi hatásra kialakult érzelmek között. Az érzelmeket gyakran más neurológiai jelenségektől elkülönítve vizsgálják, különösen azokban a kultúrákban, ahol az érzelmeket elkülönítik a fiziológiai állapotoktól. Más kultúrákban ezt nem különítik el, hanem a testi állapot részének tekintik. A sztoikusok szerint a túlzott érzelmek károsak, a szúfik egyes iskolái szerint azonban hozzájárulhatnak a tökéletességhez, amit gyakran extázisként jellemeznek.
A modern tudomány kimutatta háziasított és vadállatokban is az érzelmeket, még a kifinomultabbakat is. Az érzelmeket azzal magyarázza, hogy közvetetten támogatják a túlélést, segítik a kapcsolatot társaikkal és a környezetükkel. Emiatt a kifinomultabb, korábban civilizációsnak gondolt érzelmek nem különíthetők el a többitől úgy, ahogy azt gondolták. A szélsőséges érzelmek azonban bűncselekmények okai lehetnek, és szétvethetik a társadalmat.

### Szex és szerelem

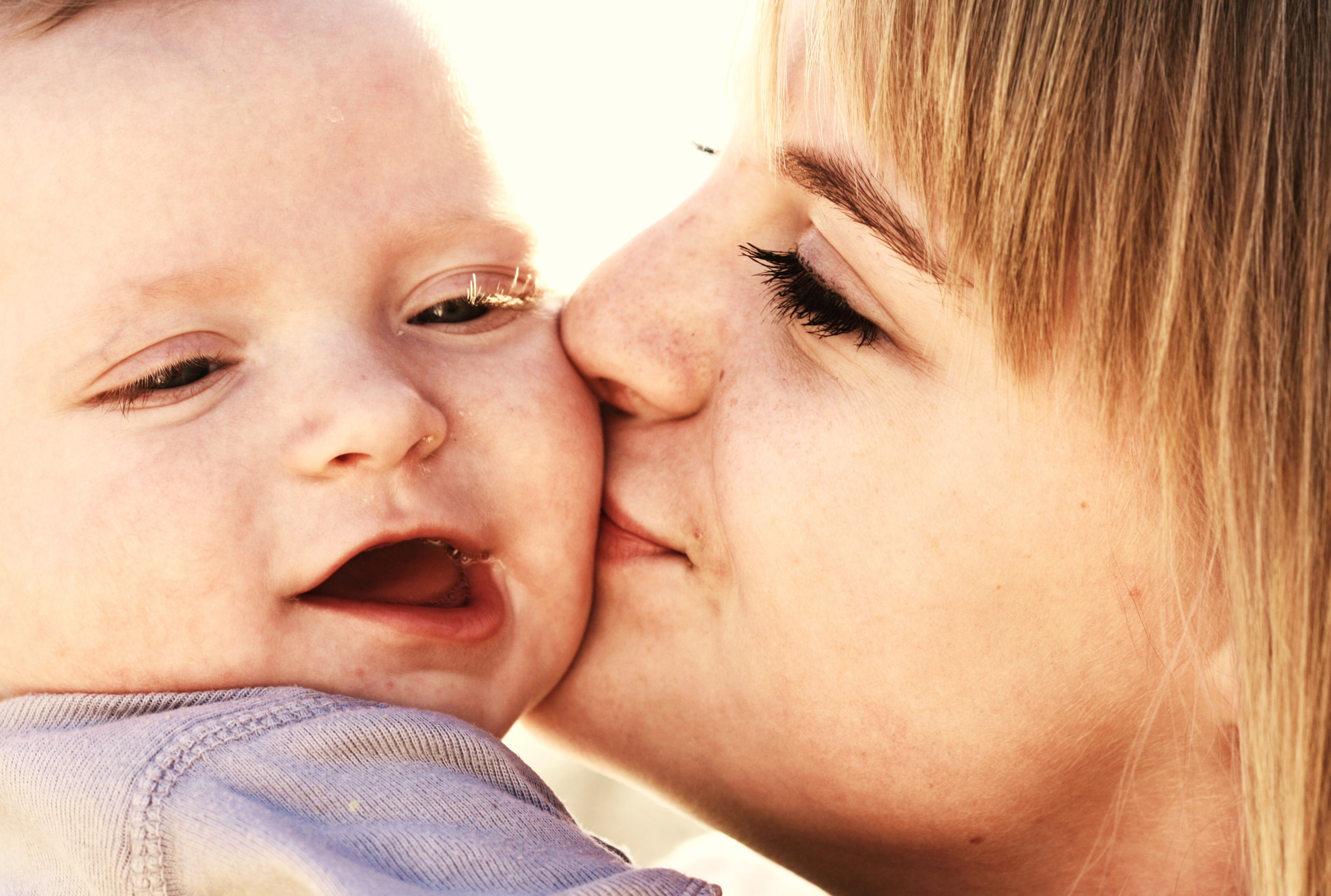
Az emberi szülők a születés után még sokáig gondozzák gyerekeiket

Az ember számára a szexualitás kulcsfontosságú. Amellett, hogy lehetővé teszi a szaporodást, intim együttlétet eredményez, kapcsolatokat és hierarchiát hoz létre az egyedek között. A nemi vágy sürgető testi érzés, amit gyakran erős érzések, mint szerelem, féltékenység és extázis kísér. A szexualitás jelentőségét testi jellemzők is tükrözik, mint a rejtett ovuláció, a külső herezacskó, és a többi emberszabásúhoz képest nagy pénisz, ami spermaversenyre is utal; a péniszcsont hiánya, a másodlagos nemi jellegek állandó jelenléte, továbbá a tartós párkapcsolatok kialakulása a szexuális vonzerő alapján. Más főemlősökkel szemben, amelyek látható jelekkel is tudatják a termékenységet, a nőkön ennek nincs látható jele; továbbá nemi vágyuk független a termékeny időszakoktól. Ezek azt jelzik, hogy a szexualitás jelentése hasonló, mint a bonobóknál, és az összetett emberi szexuális viselkedésnek hosszú evolúciós története van.
A szexualitás megélését a társadalom és a kultúra szabályozza; a legtöbb korlátozás a vallásból és a szokásokból adódik. Ez nagyon eltérő. Sigmund Freud az emberi viselkedés meghatározójaként tekintett a szexualitásra, és mindent ebből vezetett le. Szerinte az ember sokféleképpen perverz, ami azt jelenti, hogy bármely objektum lehet örömszerzés tárgya. A pszichoszexuális fejlődésben öt szakaszt különböztetett meg, amelyekben különböző traumák hatására meg lehet rekedni. Alfred Kinsey szerint a szexuális orientáció nem bináris, hanem folytonos skála, csak kevesen teljesen hetero- vagy homoszexuálisak. A neurológia és a genetika szerint eleve meghatározott, hogy az ember hol helyezkedik el ezen a skálán.

## Viselkedés

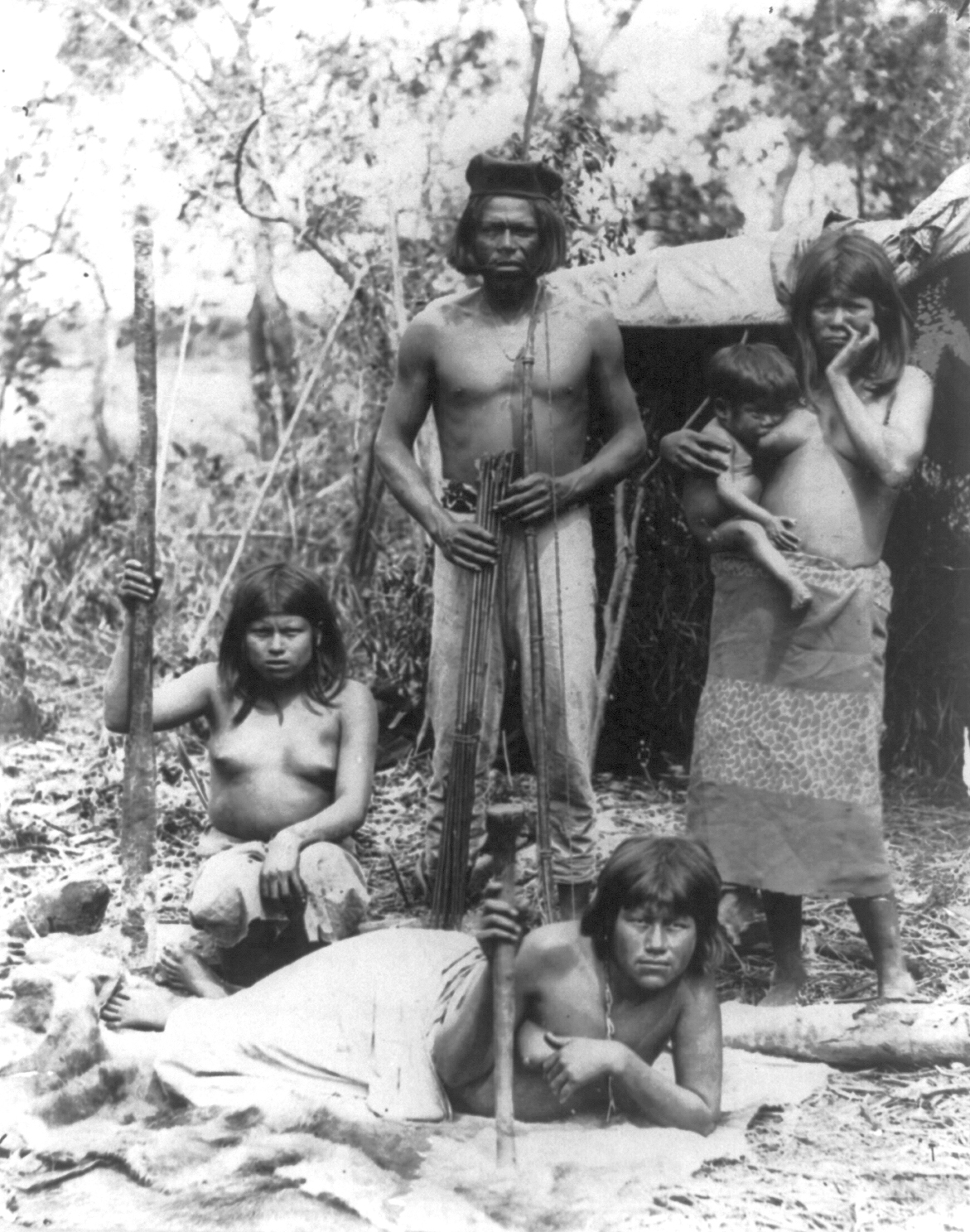
Az emberi társadalom alapja a család

Az emberek társas lények, nagy méretű, összetett társadalmakban élnek. Az emberi nyelvek bonyolultabbak, mint a többi állatfaj kommunikációja, így az ember jobban kifejezheti magát, megoszthatja gondolatait társaival, különböző társas egységeket hozhat létre, amelyek hol versengenek, hol együttműködnek egymással. A társas interakciók sokféle formát ölthetnek, a kultúrák különféle normákat, értékeket, rituálékat foglalnak magukba, amelyek a társadalom alapját képezik.
A kultúrákat komplex szimbolikus viselkedés határozza meg, azaz minden nem veleszületett viselkedést meghatározza a kultúra. Ezeket a másokkal való interakció határozza meg. Ide tartoznak különböző anyagi és szimbolikus rendszerek, mint a nyelv, rituálék, társadalomszervezés, hagyományok, vallás és technológia.

### Nyelv
A nyelv az ember kommunikációjának fontos, identitást is meghatározó része, kultúrát definiáló tényező. Kulturális univerzálé. A többi állatfajtól eltérően a nyelv nyitott, bővíthető, végtelen sok jelentés fejezhető ki vele. Nyelvi kommunikációval nem jelenlevő vagy nem létező dolgokra is lehet utalni, amelyekről azonban a beszélőknek közös fogalmaik vannak. A nyelv a többi kommunikációs eszköztől eltérően független az érzékszervi modalitástól: lehet hallható (beszéd), látható (írás, jelelés), tapintható (Braille-írás, lorm). Központi szerepe van az ember kommunikációjában. Identitásképző elemként etnikai csoportokat, nemzeteket, kultúrákat határoz meg. Az írás feltalálása lehetővé tette a nyelvi kommunikáció időbeli kiterjesztését, ismeretek rögzítését, irodalmi művek lejegyzését. Mindez a tudomány és a technológia fejlődését is felgyorsította. A nyelv működésével, szerkezetével, történetével a nyelvészet foglalkozik. Jelenleg körülbelül 6000 nyelvet beszélnek, köztük jelnyelveket is, és több ezer kihalt nyelvet tartanak nyilván.

### Nemi szerepek
A férfiak és a nők különböző szerepeket töltenek be a legtöbb kultúrában, ami a történelem folyamán változott. A különbségeket emellett jelöli a hajviselet és az öltözködés, megmutatkozik a viselkedésben, jogokban, kötelességekben, kiváltságokban, státusban és hatalomban. A nemek közti különbségtételt egyesek a termelő munka megosztásáig vezetik vissza, azonban biológiai tény, hogy a nők szülik a gyerekeket, és a gyerekeket elsősorban az anyjuk neveli.

### Rokonság és házasság

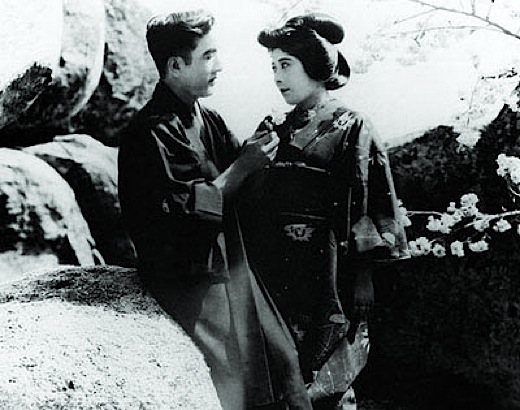
Sessue Hayakawa (balra) feleségével, Tsuru Aokival az 1919-es The Dragon Painter filmben

Minden társadalom elismeri a leszármazás alapú és a házasság során létrejött rokonságot. A legtöbb társadalomban a rokonoknak kötelezettségeik vannak egymással szemben, és támogatást várhatnak el rokonaiktól. Más szociális intézmények is beleszólhatnak abba, hogy kik tekinthetők rokonoknak. A közös őstől való származás 
társadalmi szervező erő, így alakulnak ki a klánok, nemzetségek. Az ilyen közösségek politikai szerephez is juthatnak. A társadalmak a rokonság alapján szabályozzák a házasságkötés lehetőségeit, de tehetnek más korlátozásokat is, lásd kasztrendszer. Maga a rokonság alapú korlátozás erősen társadalomfüggő, például rokonsági fokhoz vagy nemzetséghez tartozás alapján. Néha preferenciákat is megfogalmaznak, például bátorítják a párhuzamos vagy a kereszt-unokatestvérek házasságát. A szabályokat, normákat a nyelv is tükrözi. Sok társadalomban a rokonság örökbefogadással, együtt lakással is létrehozható.

### Etnikum
Az emberek a rokonsági csoportoknál nagyobb közösségeket alkotnak, melyeknek szervezője a közös identitás. Ennek meghatározó tényezői a közös nyelv, vallás, történelem, származás, kulturális normák, vagy a hasonló testi megjelenés. Az ezek alapján meghatározott értékek mentén etnikai csoportok szerveződnek, bandák, törzsek, etnikumok, nemzetek, államok. Habár az etnikai csoportok a történelem sodrában keletkeznek és múlnak el, tagjaik gyakran megideologizálják, hogy történelmük a messzi múltba megy vissza, és hogy egészen addig fenn fog állni, míg ember lesz a Földön. Ezek az ideológiák segítenek meghatározni a közösséget, és szolidaritást hoznak létre egy nyelvi-etnikai csoport tagjai között. Az etnikumhoz köthető a nemzetállamok eszméje, ami a 19. századtól a 21. századig a politika meghatározója.

### Társadalom

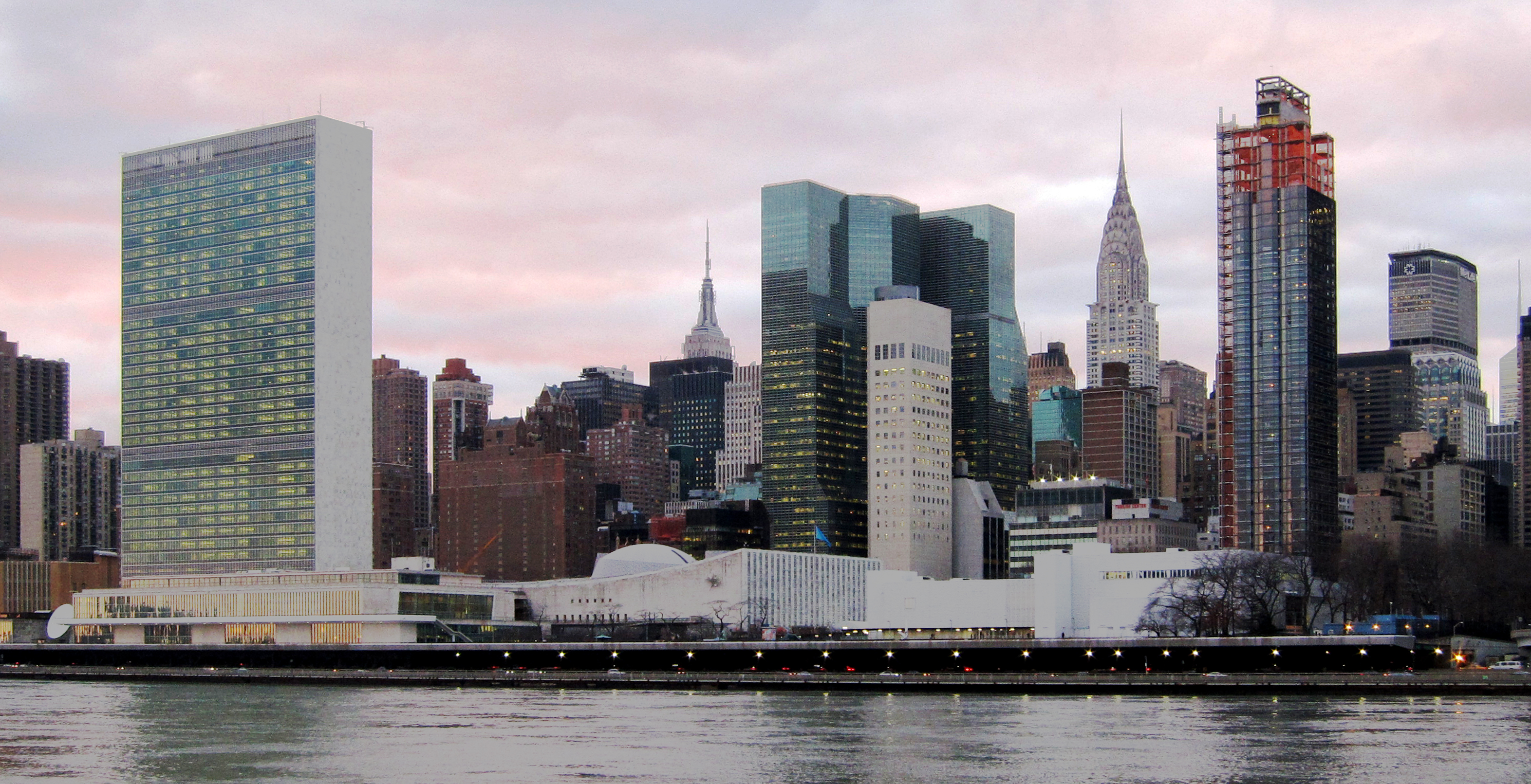
Az ENSZ székhelye New Yorkban, ami az egyik legnagyobb politikai szövetség

Egy társadalom különféle szövetségeket, szervezeteket, intézményeket foglal magába, amelyek emberek egymás közötti kapcsolataiból jönnek létre. Egy társadalomnak különböző csoportjai vannak, amelyeket azonos műveltség, vagyon, jövedelem, és más sajátosságok jellemeznek. A történelem folyamán egy társadalom többször is átalakulhat, az egyes rétegek, osztályok jogokat szerezhetnek vagy veszthetnek el. A kapcsolati háló szerkezete és a társadalmi mobilitás is különbözik az egyes társadalmakban, illetve változik az idő folyamán. Különösen nagy a különbség a hagyományos és a modern társadalmak között.
Az állam szervezett politikai egység, ami saját területtel bír, szervezett kormánya van, és külső és belső szuverenitással rendelkezik. Egy  más államok által elismert  állam nemzetközi szerződéseket köthet más államokkal. Az elismerés megszerzése gyakran emiatt is fontos. Az állam belső eszközökkel is definiálható. Max Weber szerint az állam egy olyan szervezet, ami azt állítja, hogy egy adott területen az ő előjoga törvényesen fizikai erőszakot alkalmazni.
A kormány definiálható úgy is, mint törvényhozó és törvénykikényszerítő erővel bíró hatalom, ahol is a kikényszerítést bürokrácia végzi. A politika egy olyan folyamat, aminek során egy csoport döntéseket hoz. Habár ezt a kifejezést gyakran a kormányzással és a kormánnyal kapcsolatban szokták használni, a politika megfigyelhető minden más csoportban is, akár családon belül, akár szervezetekben, mint cégek, egyházak, klubok. Több különböző rendszer létezik, amik többféleképpen értelmezhetők és definiálhatók, sajátosságaik átfedhetik egymást. Ilyenek például a monarchia, teokrácia, demokrácia, diktatúra. A kormányformák közvetlenül kapcsolódnak a gazdasági helyzethez, és bizonyos mértékben függenek is tőle.

### Gazdaság, piac

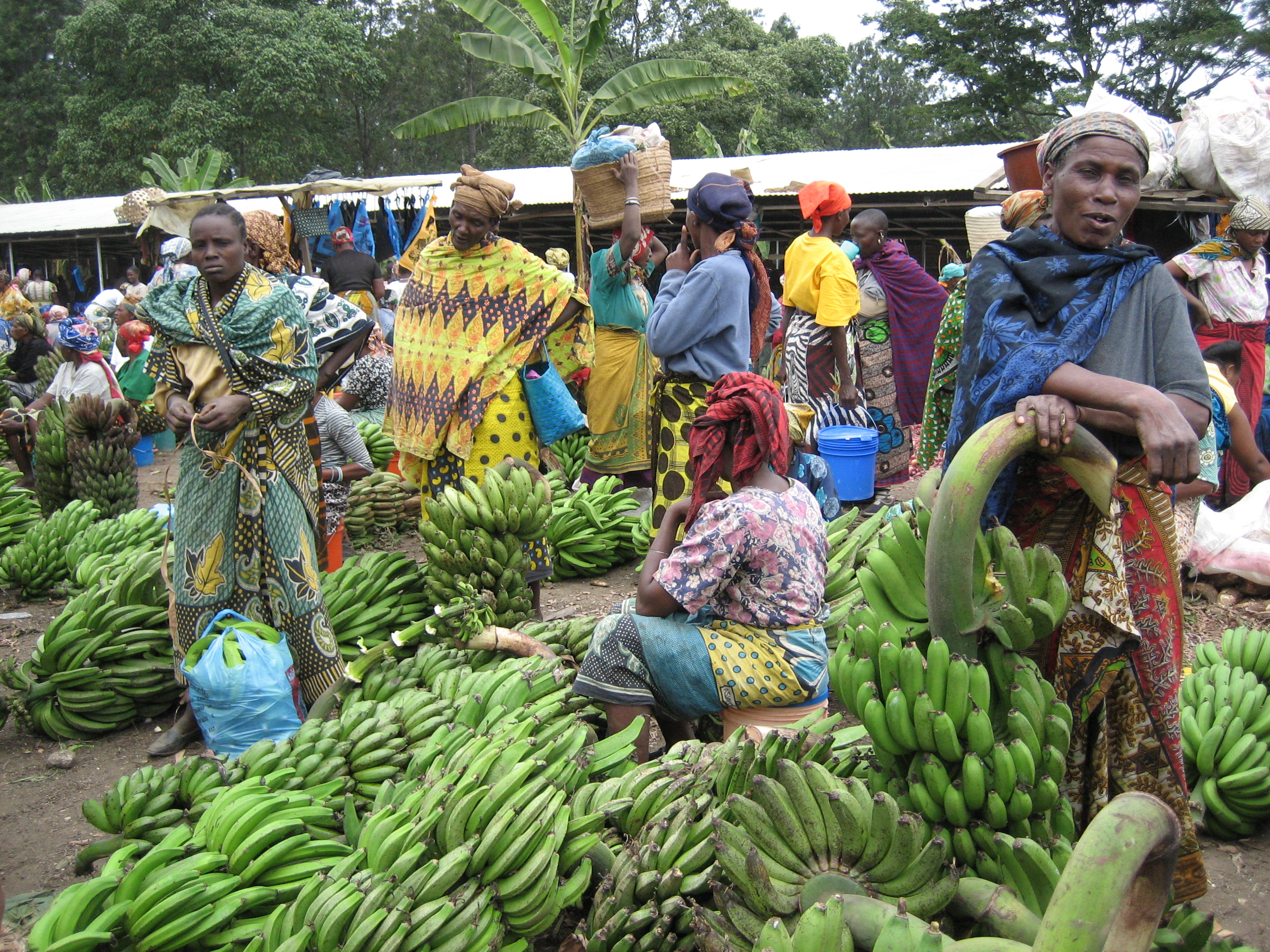
Piac Tengeruban, Tanzániában

A kereskedelem javak és szolgáltatások erőszak nélküli cseréje. A piac az a mechanizmus, ami ezt lehetővé teszi. A piac története a cserekereskedelemmel kezdődött, de később a társadalmak áttértek pénz használatára. Így a vásárlás elválasztható az eladástól, valamint a pénzkereset és pénzszerzés egyéb módjaitól. A szakosodás és a munkamegosztás miatt a legtöbb ember csak a gyártás és a szolgáltatás csak egy szeletéhez járul hozzá. Különböző területek is kereskednek egymással, mivel nem mindenütt termelhető meg minden, például növények vagy bányakincsek. Egyes régiók tömeggyártásra rendezkedtek be.
A közgazdaságtan tanulmányozza a termelést, elosztást, kereskedelmet és fogyasztást. A mérhető változókra fókuszál, és két fő ága van: az egyedi ágensekkel (háztartások, cégek) foglalkozó mikroközgazdaságtan és a gazdaságot egész egységként kezelő makroközgazdaságtan. Ez foglalkozik a tartalékokkal, a pénz, tőke és javak iránti kereskedelemmel is. Különös figyelemmel kíséri a befektetést, gyártást, elosztást, versenyt és kereskedelmet. A közgazdaságtan logikáját egyre inkább alkalmazzák minden problémára, amikor valaminek a szűkében kell dönteni vagy gazdasági értéket meghatározni.

### Háború

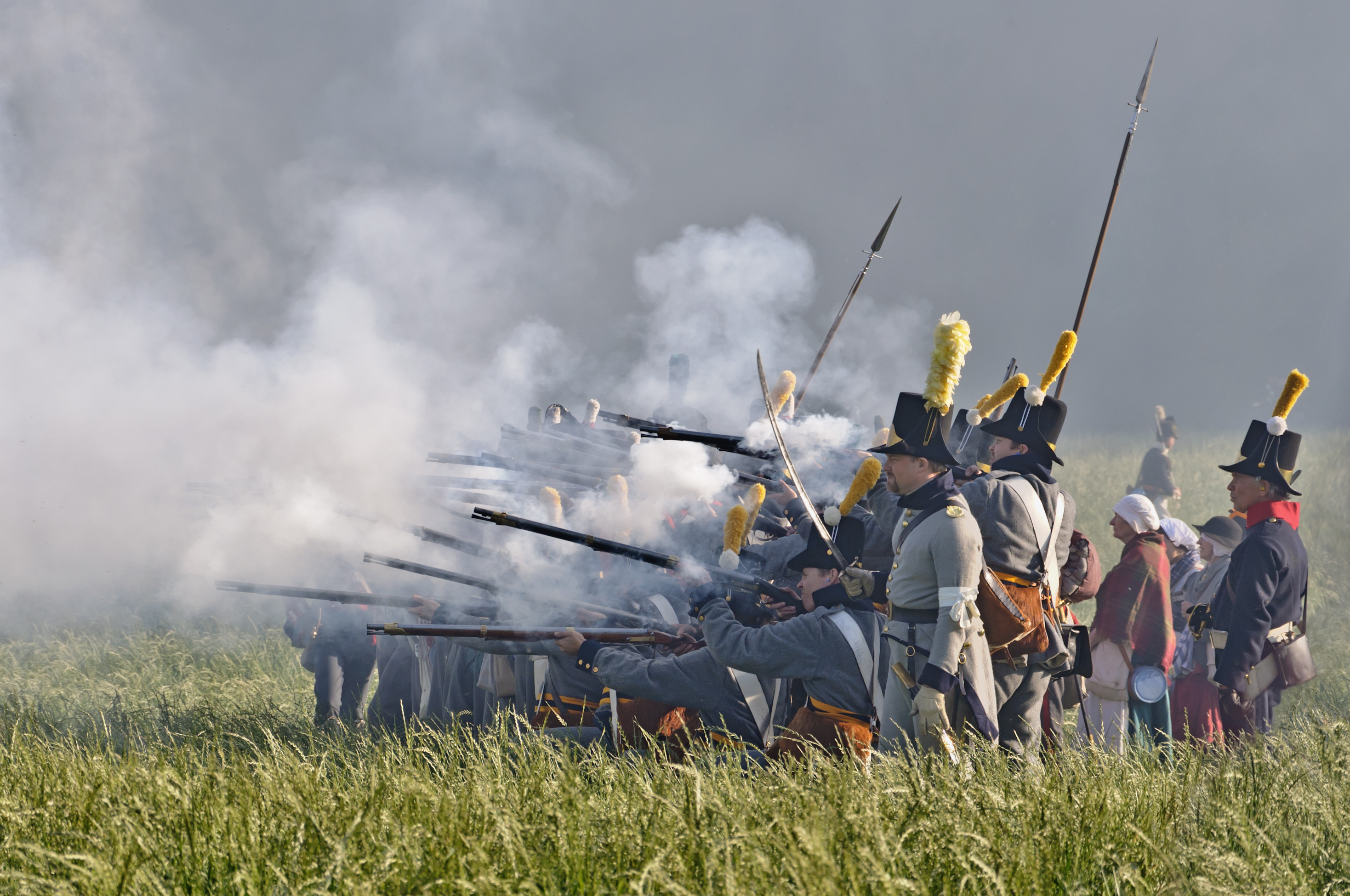
A waterlooi csata (1815) kosztümös újrajátszása

A háború szervezett fegyveres konfliktus állami vagy nem állami szereplők között. Jellemzője az egymással szembeni halálos erőszak, akár a konfliktusban nem részt vevő személyek ellen is. A felek nyers erővel próbálnak győzelmet elérni, ami szükséges ahhoz, hogy megvalósítsák  céljukat. Kisebb, gyakran spontán konfliktusok, mint verekedés, ribillió általában nem számítanak háborúnak. Forradalmak lehetnek békések vagy fegyveresek, ez utóbbi háborús állapotnak számít. A 20. században a háborúban meghaltak számát 167-188 millióra teszik. A háború célja egy terület megszerzése, függetlenség kivívása, erőforrások megszerzése; ennek érdekében több hadjáratot is vezethet két vagy több fél egymás ellen. A győztes mindent elnyer. Egy országon belül a háborút polgárháborúnak nevezik. A legtöbb állatfaj nem visel háborút, mivel az együtt élő egyedek létszáma szerint két csapat összecsapása nem háborúnak, hanem kisebb konfliktusnak tekinthető. Az emberen kívül csak államalkotó rovarok (lásd hangyák) alkotnak annyian egy közösséget, hogy háborúzni tudjanak.
A történelem folyamán a hadi taktika és technika sokat fejlődött, a hagyományos eszközök mellett kialakult az aszimmetrikus és a nem hagyományos hadviselés, továbbá a totális háború. A szemből szembe való háborúzástól az emberiség eljutott a távolsági fegyverek használatához, a haditengerészethez, és legújabban a légi hadviseléshez. A hadvezérek intelligenciája eldöntheti a háborút. A fizikai fegyverek mellett propagandát is használnak, ami eltorzított információt terjeszt, hogy a saját közvéleményt a háború mellé állítsák, lelkesítsék a katonákat, az ellenséget pedig megfélemlítsék. A modern hadviselésben szárazföldi járművek és gyalogság ellenőrzi a szárazföldet, hadihajók és legénységük a vizeket, repülők és legénységük a levegőt. Ezeket különféle eszközök és csapatok átfedik, tengerészgyalogosok, ejtőernyősök, anyahajók, föld-levegő rakéták. Az alacsony pályájú műholdak további tényezőkké váltak, mivel információszerzésre használhatók, azonban űrháborútól egyelőre még nem kell tartani.

### Anyagi kultúra és technológia

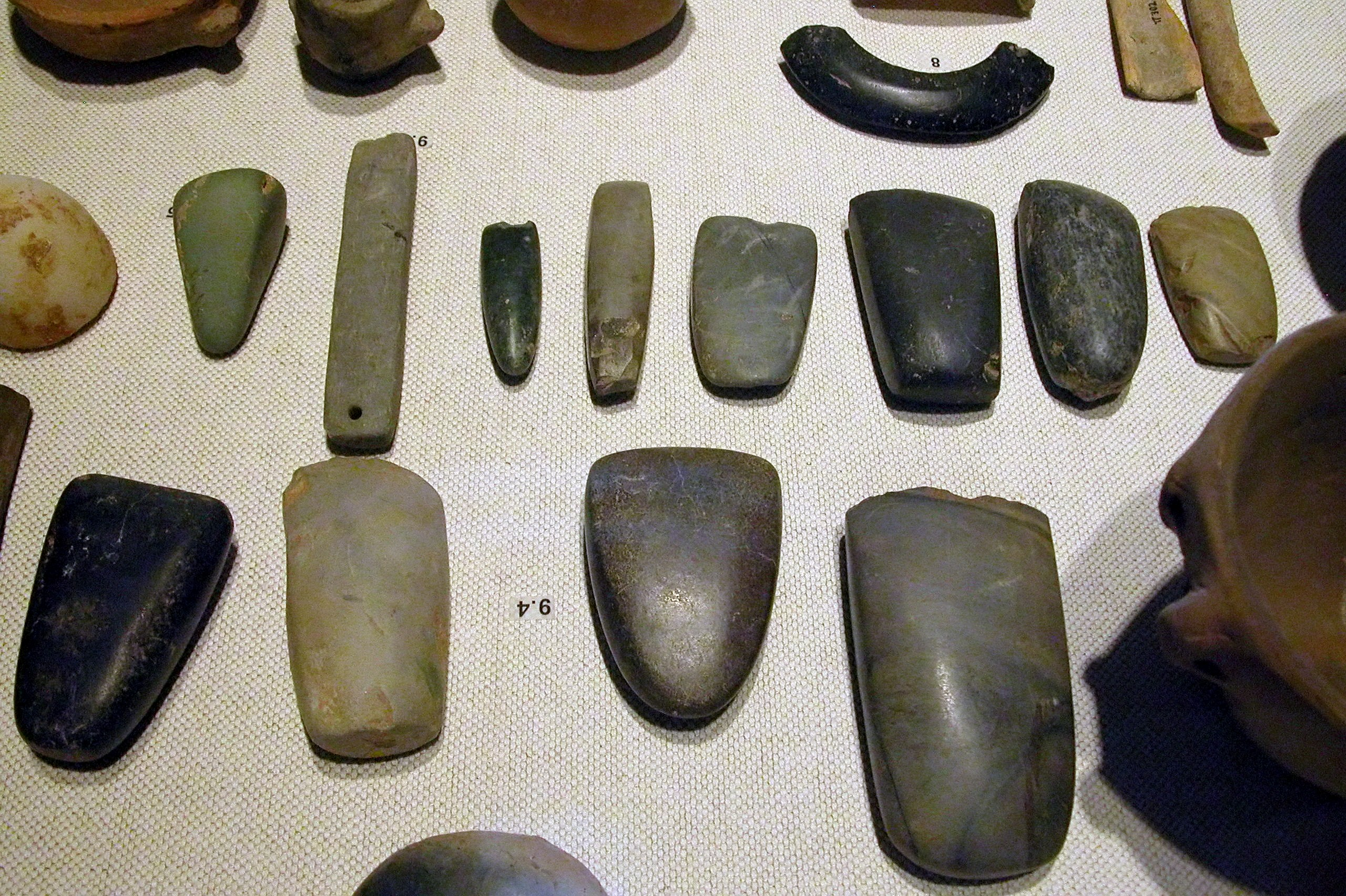
Neolit eszközök és ékszerek, karkötők, baltafejek, vésők, polírozó eszközök

Emberősök 2,5 millió évvel ezelőtt használtak kőeszközöket. A tűz ellenőrzött használata 1,5 millió évvel ezelőtt kezdődött. Azóta a technológia sokat fejlődött, hogy segítse az életet és hozzájáruljanak a kultúrához is. A nagyobb lépések az újkőkori forradalom, azaz a földművelés kezdete, és az automata gépek feltalálása volt az ipari forradalomban.
A régészet kutatja az elmúlt korok és kultúrák történetét azoknak a tárgyaknak a segítségével, amiket az akkori emberek készítettek. A korai emberek kőeszközöket, agyagedényeket, ékszereket hagytak maguk után, amelyek jellemzőek az adott kultúrára.

### Testkultúra
A történelem folyamán az emberek megváltoztatták külsejüket ruházattal,  ékszerekkel, testdíszítéssel és testmódosítással, például hajnyírással és borotválkozással.
A test módosítása az emberi test módosítása nem gyógyászati céllal. Okai lehetnek esztétikaiak, vallásiak, avatási rítusok, a szexuális vonzerő növelése, csoporttagság jelzése, testművészet létrehozása, vagy önkifejezés. Szélesebb definíciójába tartozik a plasztikai sebészet, a társadalmilag elfogadott dekoráció (sok társadalomban a fülbevaló), és vallási rítusok, például körülmetélés.

## Vallásos megközelítés
A vallást általában úgy definiálják, mint egy hitrendszer, aminek középpontjában a természetfölötti, a szent és az isteni áll. Ehhez a hithez kapcsolódnak intézmények, rituálék, gyakorlatok és értékek. A vallások eredete, fejlődése és története aktív tudományos kutatás tárgya. A vallások számos formát öltöttek, amelyek kultúránként és egyénenként is változók.
A vallások foglalkoznak olyan kérdésekkel, mint erkölcstan, a halál utáni élet, az élet eredete, a világ természete és a világvége. A válasz a kérdésekre egy istencsalád vagy a vallás egyetlen Istene. További témák a lélek, az ember és emberiség helye a világban, az élet értelme, és miképp kell élni. Habár ezekkel a filozófia és a tudomány is foglalkozik, csak a spiritualitás fókuszál a misztikusra, vagy természetfölötti fogalmakra, mint Isten vagy karma.
Habár nehéz mérni a vallásosságot, a legtöbb ember valamilyen szinten bír vallásos vagy spirituális hittel, de sok ember vallástalannak tartja magát. Ide tartoznak azok, akik nem hisznek, vagy nem azonosítják magukat egyik vallással sem. A humanizmus a filozófiában foglalkozik mindennel, ami az emberrel kapcsolatos, általában vallástól függetlenül. A vallásos és a spirituális hitek módszereik alapján megkülönböztethetők mind a filozófiától, mind a tudománytól. A kettőt többnyire nem tekintik egymásnak ellentmondónak, és a legtöbb ember világképének felépítésében a tudomány és a vallás is részt vesz. A filozófiától kevésbé tisztán különíthető el, a teológia és a vallásfilozófia összekapcsolódik.

### Keresztény felfogás
Az ember test és lélek egysége. Isten képmásaként és lelkes lényként rendelkezik szabad akarattal, értelemmel és a végtelenbe mutató vágyakkal. Az emberi test halandó, de a legtöbb egyház szerint a lélek örökké él. Az embereket Isten majd feltámasztja, mivel az ember lelke test nélkül nem lehet egész. Képmás voltára vezethető vissza az emberi méltóság, aminek megsértése bűn. Minden ember rokon, Istenben testvér. A lélek hordozza az ember azonosságát, tudatát, és van képe az ideális testről is.
Habár sok keresztény elfogadja az evolúciót, mint tudományos eredményt, azt csak a testre vonatkoztatják. Az emberősből Isten beavatkozása által lett ember egy meghatározatlan időpontban. Vannak egyházak, ahol az evolúciót teljesen elvetik, és a kreacionizmusban hisznek. Isten minden ember lelkét egyedileg teremti. A bűnbeesés miatt az ember értelme elhomályosult, akarata rosszra hajló lett, és megváltásra lett szüksége. A megváltó Isten fia, Jézus Krisztus. A szentháromsághívők szerint ő Isten egyik személye, a Fiú; az ariánusok szerint ember, vagy angyal. A különböző egyházak nem értenek egyet abban, hogy a bűn hatására mennyire romlott meg az ember természete.
A legtöbb egyház szerint az ember lelke örök életet biztosít az ember számára. A halál után Isten megítéli az embert hite, cselekedetei, a megváltás elfogadása és más tényezők alapján. Ekkor dől el az ember további sorsa. Kerülhet a mennybe, a pokolba, egyes egyházak tanítása szerint ideiglenesen tisztítóhelyre (purgatórium) is. A mennyországban a szentek részesülnek abban a közösségben, amit Isten és angyalai alkotnak, a pokolban az Istentől való eltaszítottság, az ördög, a démonok és a gonosz angyalok társasága jellemző. Feltámadás után következik egy második ítélet, amit Jézus Krisztus hirdet ki.

### Buddhizmus
Az emberi lény a buddhizmusban (szanszkrit: manuṣya, páli: manussa) hatalmas terjedelmű magyarázó irodalom tárgya, amelyben az emberi élet természetét és minőségeit vizsgálják abból a szempontból, miképp képesek elérni az emberek a megvilágosodást. A buddhizmusban az emberek az érző lények, azaz tudatfolyammal rendelkező lények, egyik fajtája.
Eszerint a filozófia szerint az embereknek különleges státusza van: csak az emberek képesek elérni a megvilágosodást buddhaként. Arhatként más létsíkok lakói is elérhetik a megvilágosodást. A bódhiszattva különböző életekben is képes megjelenni, például az állatok vagy a dévák birodalmában. A buddhák viszont mindig emberekből lesznek.

## Filozófia

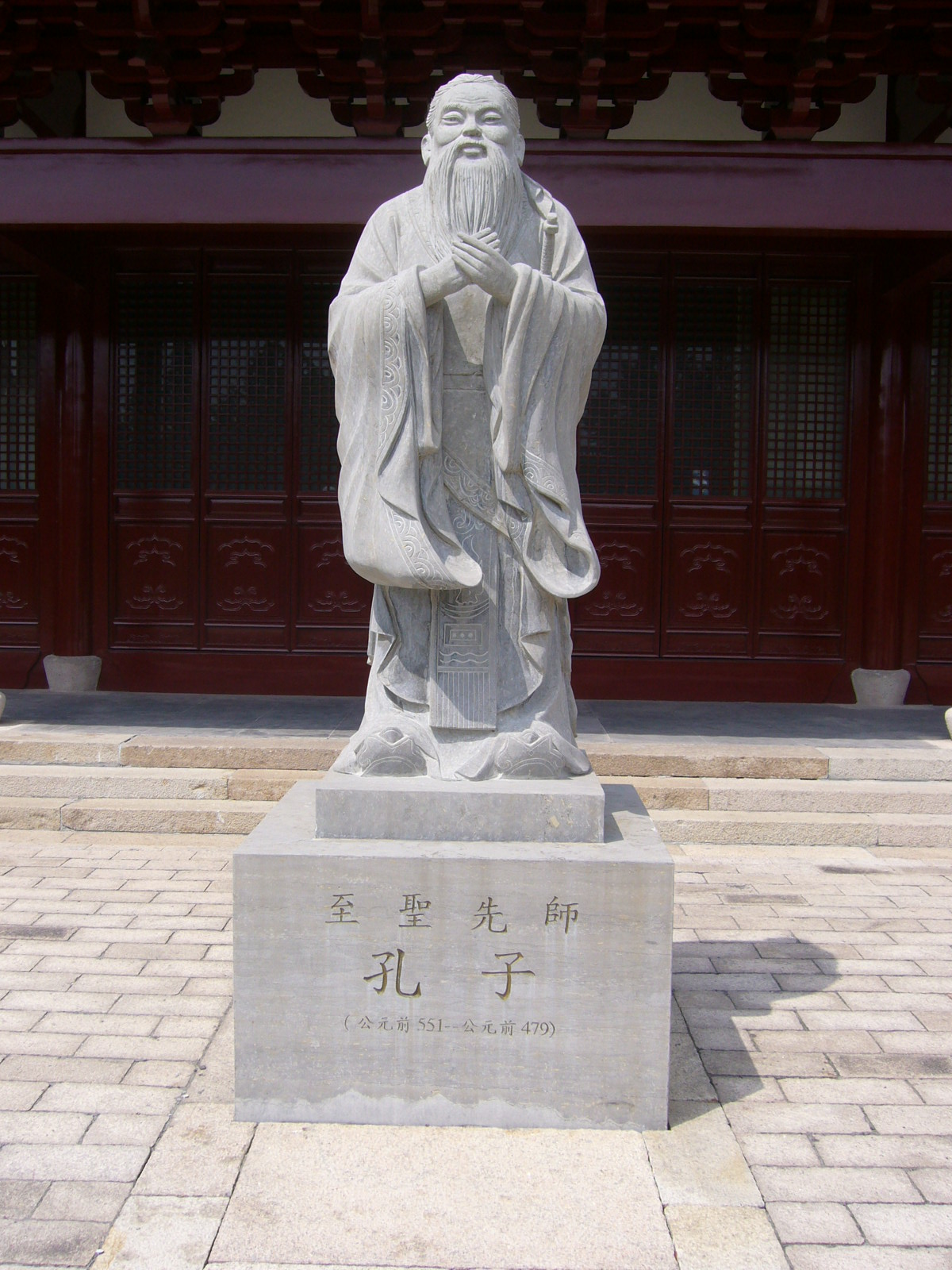
Konfucius szobra a Chongming-szigeten Shanghaiban

A filozófia különböző fogalmakat elemez és gondolkodik róluk. Általános, absztrakt és alapvető gondolatai vannak. Általánosan próbálja megérteni az értékeket, az okságot, és megragadni a valóságot. Ide tartozik a logika, a metafizika, az episztemológia, az elme filozófiája és az axiológia, ami erkölcstannal és esztétikával foglalkozik. Sok különféle megközelítést fed le, és világnézeteket is gyakran neveznek filozófiának, vagy beszélnek egy filozófus vagy iskola filozófiájáról.

## Az ember filozófiai megközelítése
A ember képes arra, hogy rákérdezzen önmagára: rákérdezzen arra, hogy mi az ember. Vajon pusztán anyag? Vagy több annál? Gondolkodó, eszes lény? Hazudni képes állat? Természetalakító, vagy játszó lény?
Az elmúlt 2500 évben a kérdés számos filozófust elgondolkodtatott. Voltak, akik megmaradtak annál a nézőpontnál, hogy az ember cselekvő, hús vér élőlény. És voltak jó néhányan, akik azt képviselték, hogy az ember nem csupán cselekvő (anyag), hanem gondolkodó is: olyan létező, aki képes a gondolkodásra.
Prótagorász homo mensura tétele alapján “Minden dolognak mértéke az ember, a létezőknek, hogy léteznek, a nemlétezőknek, hogy nem léteznek.”
Szókratész volt, aki a filozófiai érdeklődést a természetről az emberre irányította. Azt vallotta, hogy a megismerés önmagunk megismerésével kezdődhet el. „Gnoti se auton!" – vagyis: „Ismerd meg önmagad!" Ez a delphoi Apollón-szentély bejárata fölött feltüntetett híres intelem volt Szókratész jelmondata is. Nézete alapján az ember a múlandó test és az örök "lélek" egysége.
Platón szerint a jelentés elsődlegesen az ideákra (immateriális, örök és változatlan lényegekre) vonatkozik. Az “ember” szavunk jelentése elsődlegesen az ember ideájára vonatkozik. Az ideán keresztül lép a szó jelentése kapcsolatba azokkal az individuális élőlényekkel, akiket embereknek nevezünk. Ily formán elmondható, hogy az ember egy individuális élőlény.
Descartes francia filozófus, matematikus és természettudós volt az, aki eljutott arra a felismerésre, hogy az érzékszerveink megtéveszthetnek. A “Dubito ergo cogito, cogito ergo sum”  – “Kételkedem tehát gondolkodom, gondolkodom tehát vagyok”  elhíresült gondolata arra utal, hogy az ember nem csupán anyag, hanem több annál. A gondolkodás és az értelem képessége rejlik mindenkiben.
Hume skót empirista filozófus nagyon röviden összefoglalva a következőket mondja: “Az embereket saját érdekeik vezérlik.” Hume számára (csakúgy mint Locke számára) minden ismeretünk a tapasztalatból ered, s az elmének csak önmagáról lehetnek tapasztalatai.
Locke értelmezésében az ember olyan lény, aki értelem és tudás szerint cselekszik valamely cél eléréséért, különösen saját boldogságáért.
Kant: Az ember „társtalan társas” lény. A választ a “Mi az ember?” kérdésére további három kérdés megválaszolása által kereste:
1. Mit lehet tudnom?
2. Mit kell tennem?
3. Mit szabad remélnem?

Sartre A lét és a semmi egyik központi gondolata szerint mivel nem fogadhatunk el semmiféle a priori igazságot, ezért nem létezik eleve adott emberi lényeg sem. Az ember az egyes szituációkban hozott döntésekkel építi önmagát. Máshol úgy fogalmaz: “Az ember hasztalan szenvedés csupán”.
Heidegger: „Egyetlen kor sem tudott olyan sokat az emberről, mint a mostani, de egyetlen kor sem tudta kevésbé, mi az ember."
A kortárs filozófia képviselői szerint:
Kenneth Earl Wilber II amerikai filozófus, aki elsősorban fejlődéslélektani munkáiról ismert, úgy vélekedik “A Működő Szellem rövid története” írásában, hogyha úgy fogjuk fel az embert, mint rétegeket, ahol legkívül a test van, egyre beljebb/mögöttebb/fentebb (amik szinonimaként tekinthetők) pedig a lélek egyre finomodó szintjei, végül pedig a Szellem, vagy Isten, Valódi Önmagunk, vagy a Tudat Igaz Természete (ezeket szintén szinonimának tekinti).
Török-Szabó Balázs magyar filozófus műveiben az egyén működését és a valósághoz való viszonyát kutatja. A teória c. művében úgy ír, hogy az egyén meghatározható a fizikai, mentális és érzelmi részeinek egységeként. A teoretika című könyvében az egyént mint az információt felismerő, átalakító, lehetőségeket meglátni és létrehozni képes, az információkon keresztül a valóságot alkotni képes, az értelem lehetőségével élni tudó élő szervezetet határozza meg. Továbbá meghatároz három elkülöníthető módot, ahonnan és ahogyan az egyén szemlélni képes: ezek a profil, az éntudat és az öntudat szemléleti módjai. Az egyénnek a szemléletmódok között folyamatosan lehetősége van váltani.

## Művészetek

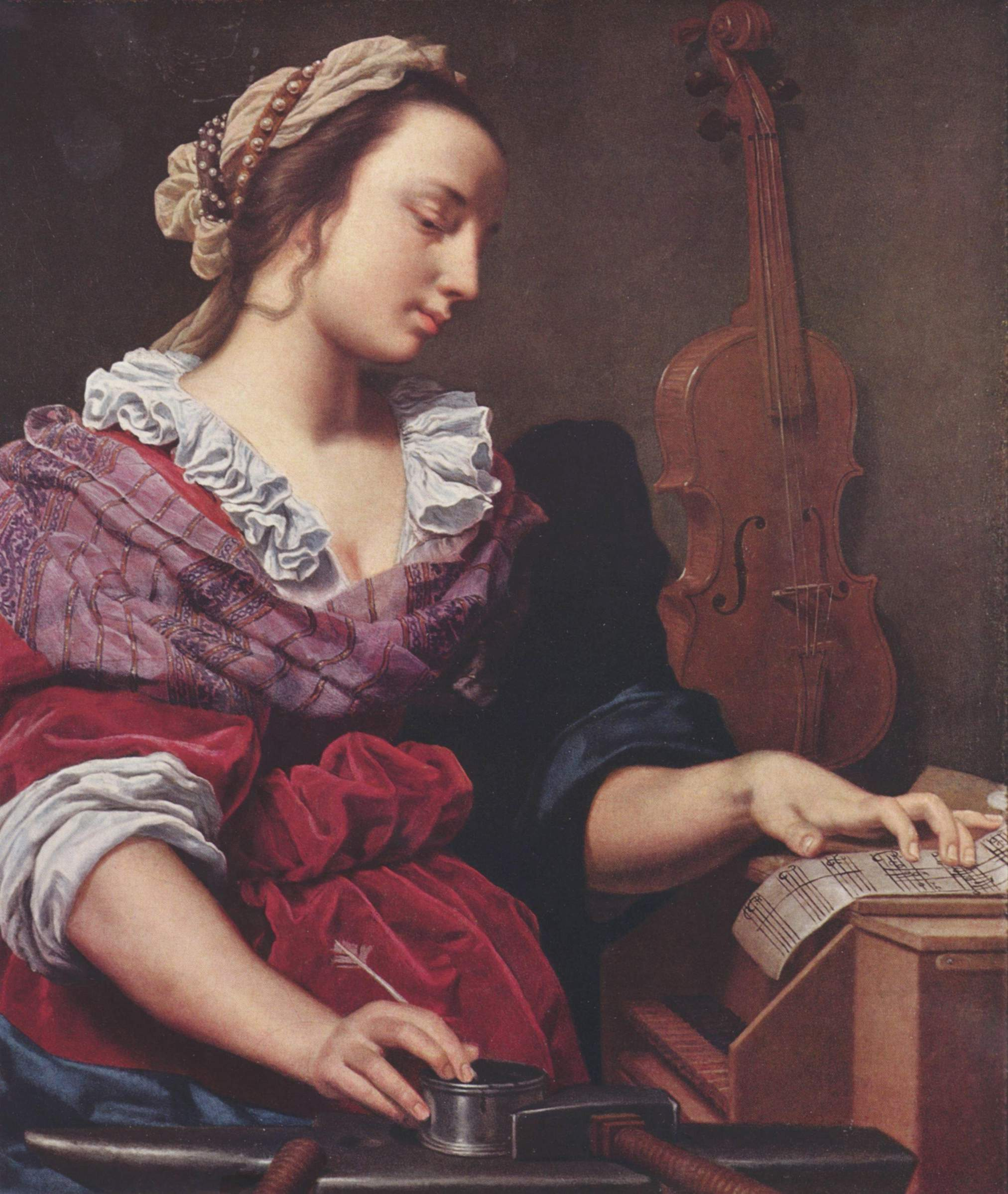
A zene allegóriája (1594 körül), Lorenzo Lippi festménye egy kottát író nőről

Az ember a cro-magnoni korszak óta biztosan űz képzőművészetet. A művészet kulturális kifejezésmód, és narratíva a felfedezésről és a felszabadulásról (kritika, művészettörténet, művészetelmélet). Ez alkalmazható műalkotásokra, előadásmódokra a jelenben és a múltban, presztízse kiterjed az alkotóra, megtalálóra, kiállítóra és tulajdonosra. Modern használatban a művészet kiterjed az alkotás elképzelésétől kezdve magára az alkotás folyamatára, és kapcsolódik a művész kreatív impulzusához.
A zene természetes intuitív jelenség, aminek három, egymáshoz kapcsolódó minőségen alapul: ritmus, harmónia és dallam. A zenehallgatás talán a leggyakoribb és legáltalánosabb módja a szórakozásnak, míg tanulása és megértése népszerű tudományok. Minden népnek megvan a maga zenéje, és a műzenének számos különböző stílusa alakult ki. Az irodalom alapanyaga a nyelv, a műveket szóban vagy írásban is továbbadhatják. A népi irodalmat hosszabb időn át nem jegyezték le. Sok különféle műfaj és műnem van, próza, költészet és dráma, epika, legenda, mítosz, ballada. Mindegyik elmesélhet valóságon alapuló vagy kitalált történetet.

## Tudomány
Az emberi kultúrához és gondolkodáshoz tartozik, hogy kutatja a környező világot. Tudását méréssel, megfigyeléssel, bizonyítással, gondolkodással, elméletek kiötlésével és vizsgálatával szerzi. A tudományos módszerek lehetővé teszik, hogy tudást gyűjtsön a fizikai világról, annak működéséről (természettudományok, mint biológia, kémia, fizika), az emberről, történetéről, nyelveiről, és azok működéséről (társadalomtudományok, humán tudományok, mint pszichológia, szociológia, történelem, nyelvészet), továbbá különböző matematikai objektumokat és azok működését írja le. A természet- és a társadalomtudományok is használnak matematikai modelleket különféle jelenségek magyarázatára és megjóslására. A matematikai megértéséhez az ember nyelvi eszközöket használ. Ez ugyan egyedül az emberre jellemző, de más fajoknál is megtalálható a számfogalom. Alkalmazás szempontjából a tudomány lehet elméleti (a matematika egyes területei) vagy alkalmazott (orvostudomány, mérnöki tudományok). Az áltudományok olyan tevékenységek és tanítások, amelyeket tudományosan megcáfoltak, mégis vannak hívei, akik tudományosnak tartják őket.

## Fordítás
- Ez a szócikk részben vagy egészben  a   Human című angol Wikipédia-szócikk fordításán alapul.  Az eredeti cikk szerkesztőit annak laptörténete sorolja fel. Ez a jelzés csupán a megfogalmazás eredetét és a szerzői jogokat jelzi, nem szolgál a cikkben szereplő információk forrásmegjelöléseként.